# Oker
Die Oker [ˈoːˌkɐ] ist ein 128,3 km langer linker Nebenfluss der Aller in Niedersachsen (Deutschland). Sie entspringt südöstlich der Bergstadt Altenau in 900 Metern Höhe, am Bruchberg im Nationalpark Harz. Wegen ihrer Zuflüsse aus dem Brockengebiet ist sie eines der wasserreichsten regionalen Gewässer.
Sie wurde 747 das erste Mal als Ovacra in Zusammenhang mit dem Okerübergang in Ohrum erwähnt, womit dieser Ort zusammen mit Schöningen der älteste schriftlich genannte in Niedersachsen ist. Ohrum war auch Schauplatz einer von Karl dem Großen inszenierten Massentaufe. Weitere historische Schauplätze sind die Kaiserpfalz Werla sowie die Städte Braunschweig und Wolfenbüttel.
Südlich von Schladen verläuft sie auch an mehreren Stellen auf kurzen Strecken durch sachsen-anhaltisches Gebiet. In diesem Bundesland liegt auch mit der Ilse und der Ecker ein Teil ihres Einzugsgebietes.

## Geographie

### Quelle und Oberlauf

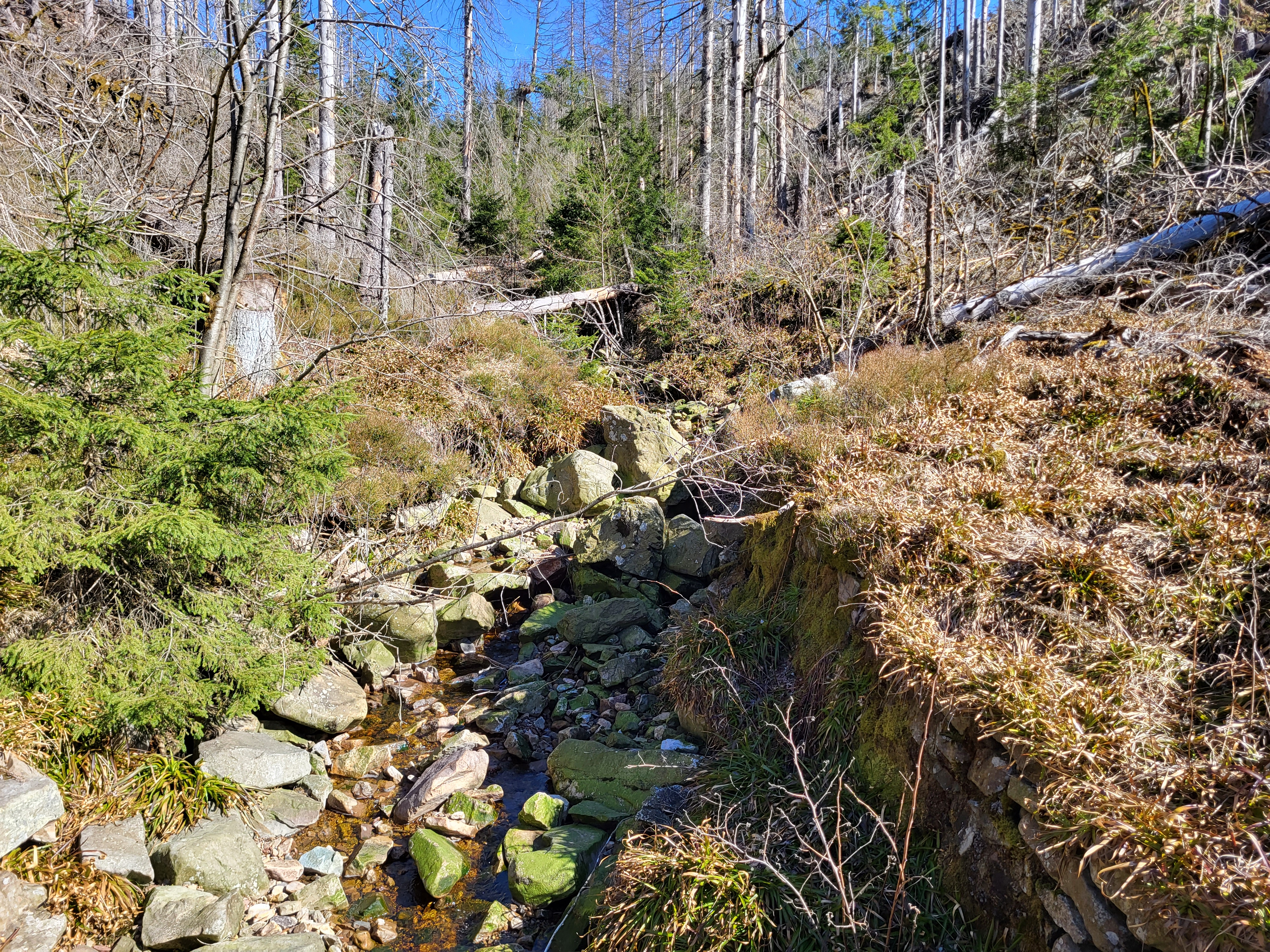
Große Oker am Bruchberg, oberhalb der Bergstadt Altenau

Die Oker entspringt als Große Oker auf etwa 910 m ü. NHN Höhe im Nationalpark Harz in Hangmooren am Westhang des Bruchbergs, etwa einen Kilometer südwestlich der Wolfswarte. Etwa 2,5 km unterhalb der Quelle wird ihr Kerbtal vom Dammgraben gequert, der bei Niedrigwasser das gesamte Wasser der Oker in Richtung Westen ableitet. Einen Kilometer weiter nordwestlich erreicht die Große Oker das Stadtgebiet von Altenau, wo sie ab Einmündung der Kleinen Oker nun Oker heißt und auch die Altenau mit dem Schneidwasser, den Großen Gerlachsbach und das Schwarze Wasser aufnimmt. Die Okertalsperre kurz unterhalb von Altenau liegt auf etwa 410 m Höhe. Hier münden weitere Nebenflüsse wie Kellwasser, Kalbe, Hune, Lange und Schalke. Der Abfluss aus der Talsperre erreicht das Unterwasser in der Regel über das Wasserkraftwerk Romkerhalle etwa einen Kilometer unterhalb der Staumauer. Bei Bedarf (Wasserüberschuss, Betriebsstörungen) erfolgt die Wasserabgabe über den Grundablass am Fuß der Staumauer; bei extrem seltenen Hochwasserereignissen (etwa alle 20 Jahre) auch über die Hochwasserentlastungsanlage.
Unterhalb des Stausees ist das Okertal bis über 350 m tief in die umgebenden Oberharzer Rumpfflächen eingeschnitten. Hier befindet sich mit dem Brautstein-Osthang der mit nahezu 350 m höchste Steilhang des Harzes. Typisch sind zahlreiche Klippen wie z. B. die Kästeklippen. Auf rund 190 m Höhe verlässt der Fluss den Harz und nimmt von links die Abzucht auf, die mit der Gose das Gebiet des Goslarer Rammelsbergs entwässert.

### Steinfelder und Harzvorland
Die Oker fließt unterhalb des Ortes Oker in nordöstliche Richtung bis Vienenburg durch das Steinfeld, ein außerordentlich grundwasserreiches Gebiet, in dem der Fluss mit Dämmen von den Kiesabbau-Flächen getrennt wird. Zwischen Harlingerode und Vienenburg durchfließt die Oker das Naturschutzgebiet Okertal südlich Vienenburg. Vorbei am Vienenburger See folgt die Oker nach Osten dem Harlyberg, wo die von Bad Harzburg kommende Radau einmündet. Am Ende des Harly ist sie von der Bundesautobahn 36 überbaut. In Wiedelah mündet die vom Brocken kommende Ecker, soweit diese nicht als Eckergraben bis zur Steinfelder Mühle nördlich Schladen geführt wird. Die Oker knickt nach Norden ab und wird am linken Ufer von den Okerbergen begrenzt. Sie fließt dort auf etwa 110 m Höhe bis Schladen reich an Mäandern durch die zusammenhängenden Naturschutzgebiete Okertal in Sachsen-Anhalt und Oker- und Eckertal in Niedersachsen. Das Flussbett in diesen ebenfalls als Steinfelder bezeichneten Landschaftsteilen ist kiesig und steinig, der Fluss relativ breit und flach.
Die Kaiserpfalz Werla liegt am linken Ufer auf einer 20 m hohen Geländenase nördlich von Schladen, wo von rechts der Eckergraben mündet. Bei Börßum stößt die durch Hornburg fließende Ilse von rechts auf 84 m Höhe dazu und komplettiert alle aus dem Harz kommenden Nebenflüsse.
Bei Dorstadt mündet die Warne als letzter linker Nebenfluss in die nunmehr auch im Sommer wasserreiche Oker. Das linke Ufer bildet die Hänge des Oderwalds. In Ohrum, dem Ort der ältesten Erwähnung, verengt sich das Okertal und hatte früher zwischen den verzweigten Armen ein breites Kiesbett, weshalb dieser Ort als Okerübergang schon im 8. Jahrhundert erwähnt wurde. Kurz davor mündete früher bei Hedwigsburg die Ilse, heute der Restarm Alte Ilse in die Oker. Am rechten Flussufer erhebt sich der Ösel.

### Wolfenbüttel

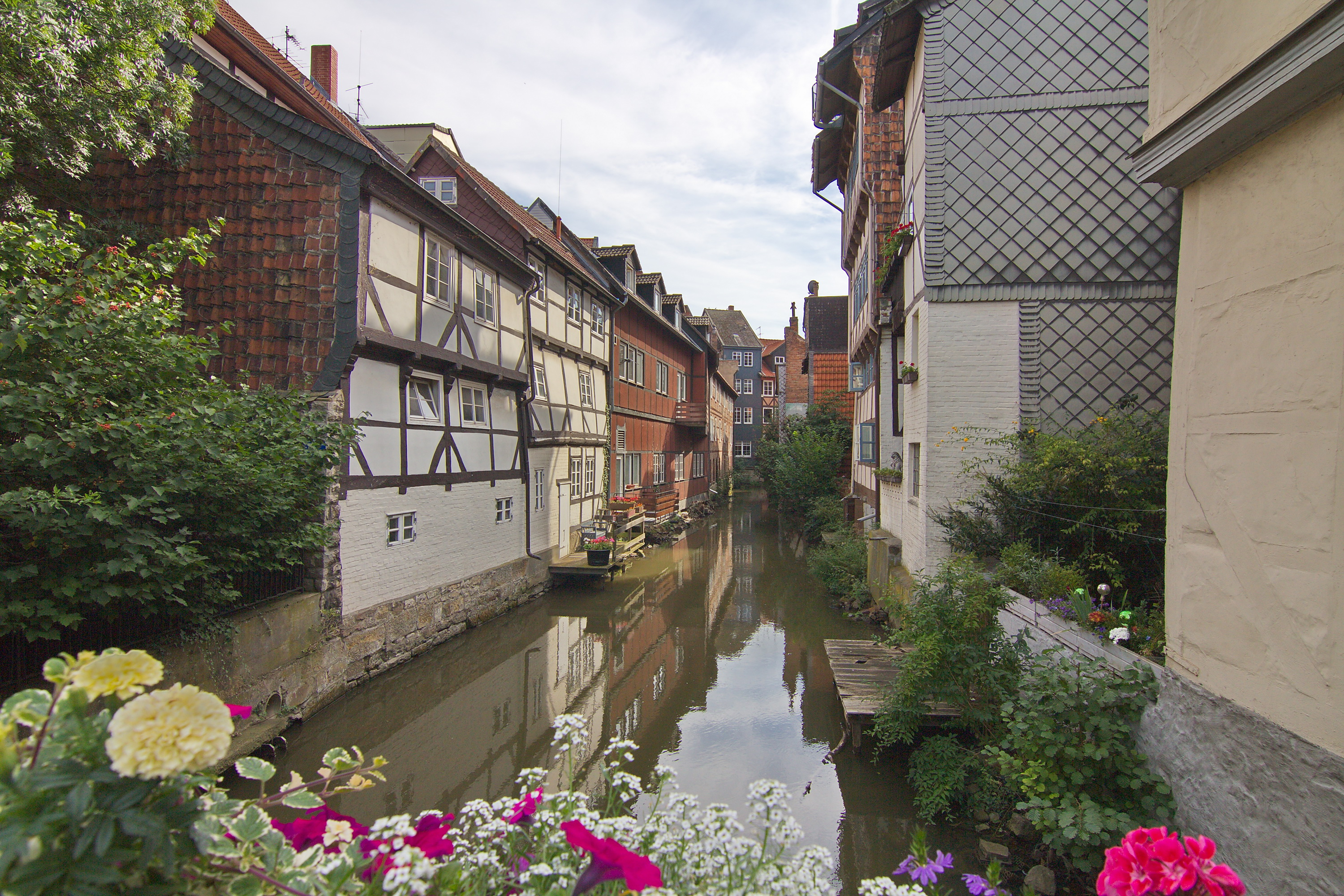
Als Klein Venedig wird dieser Abschnitt der Oker in der Wolfenbütteler Innenstadt bezeichnet

Bei Halchter führt die Altenau die Wassermassen aus dem Gebiet zwischen Elm und Asse heran. In der zur Residenzstadt ausgebauten Okerquerung in Wolfenbüttel sind noch heute zahlreiche Verzweigungen der Oker sichtbar oder durch Hinweistafeln dokumentiert. Ab hier fließt sie durch den Lößboden der Magdeburger Börde, wobei links die Hänge des Thieder Lindenbergs und rechts des Schieferbergs das Tal formen. Die Oker nimmt nun deutlich den Charakter eines Wiesenflusses an, das Flussbett ist nicht mehr steinig, sondern schlammig. Bis Leiferde mäandriert sie und es sind noch alte Flussschleifen erkennbar. In diesem Abschnitt wurde im Dreißigjährigen Krieg auf der Höhe von Groß Stöckheim der Schwedendamm zur Eroberung Wolfenbüttels errichtet.

### Braunschweig

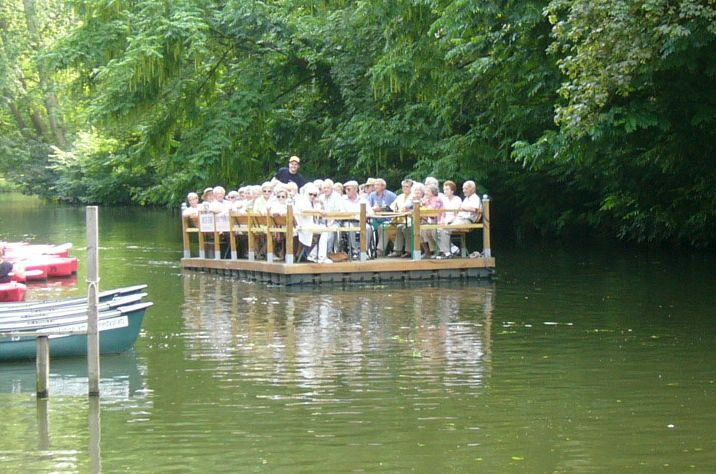
Floß auf dem Oker-Umflutgraben in Braunschweig

Im Süden Braunschweigs wurde die Oker in den 1960er Jahren stark reguliert und wird durch das Rüninger Wehr gestaut. Hochwasser kann in den eigens bei Melverode dafür angelegten Südsee ausweichen. Das Eisenbütteler Wehr ist das letzte wassertechnische Bauwerk vor der Braunschweiger Innenstadt. Im Bürgerpark kurz vor der Braunschweiger Innenstadt teilt sich die Oker in den Westlichen und den Östlichen Umflutgraben auf.
Diese zusammen rund 6,5 km langen Umflutgräben wurden im 18. Jahrhundert als Ergänzung der mittelalterlichen Befestigungsgräben im Zuge der Bastionsanlagen angelegt. Sie liegen gut eingedämmt in den Hanglagen etwas über Altstadtniveau. Der natürliche Okerverlauf durch die Mitte der Stadt hatte häufig zu Hochwasserschäden geführt und wurde um 1900 weitestgehend überdeckt, er verläuft nun eingeschränkt unterirdisch in Röhren und kommt erst nördlich des Weichbilds Neustadt am Inselwall wieder zum Vorschein. Der Wasserstand für das innere Stadtgebiet wird durch das Petritorwehr im westlichen und das Wendenwehr im östlichen Umflutgraben reguliert.

### Unterlauf

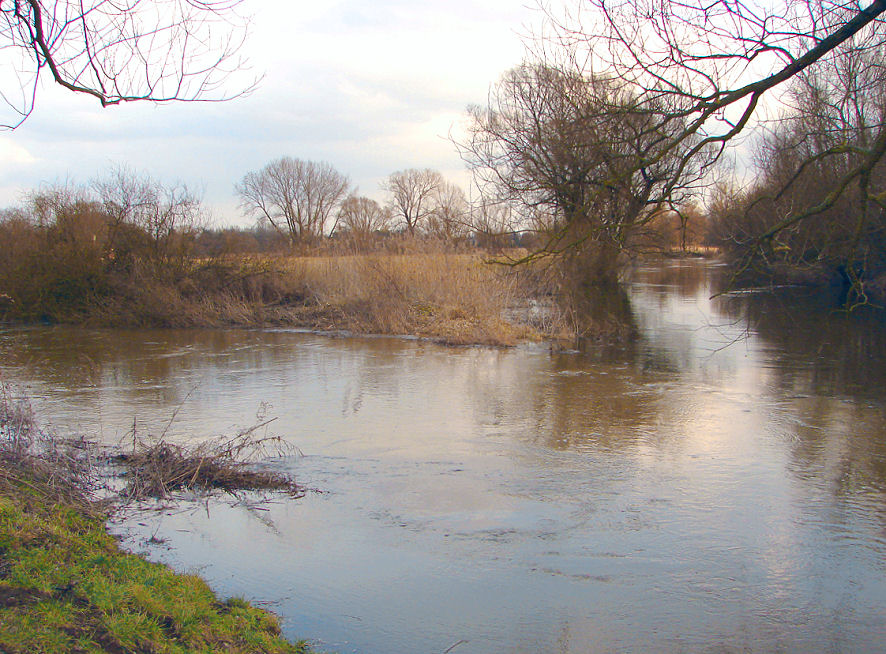
Mündung der Schunter in die Oker nahe Groß Schwülper

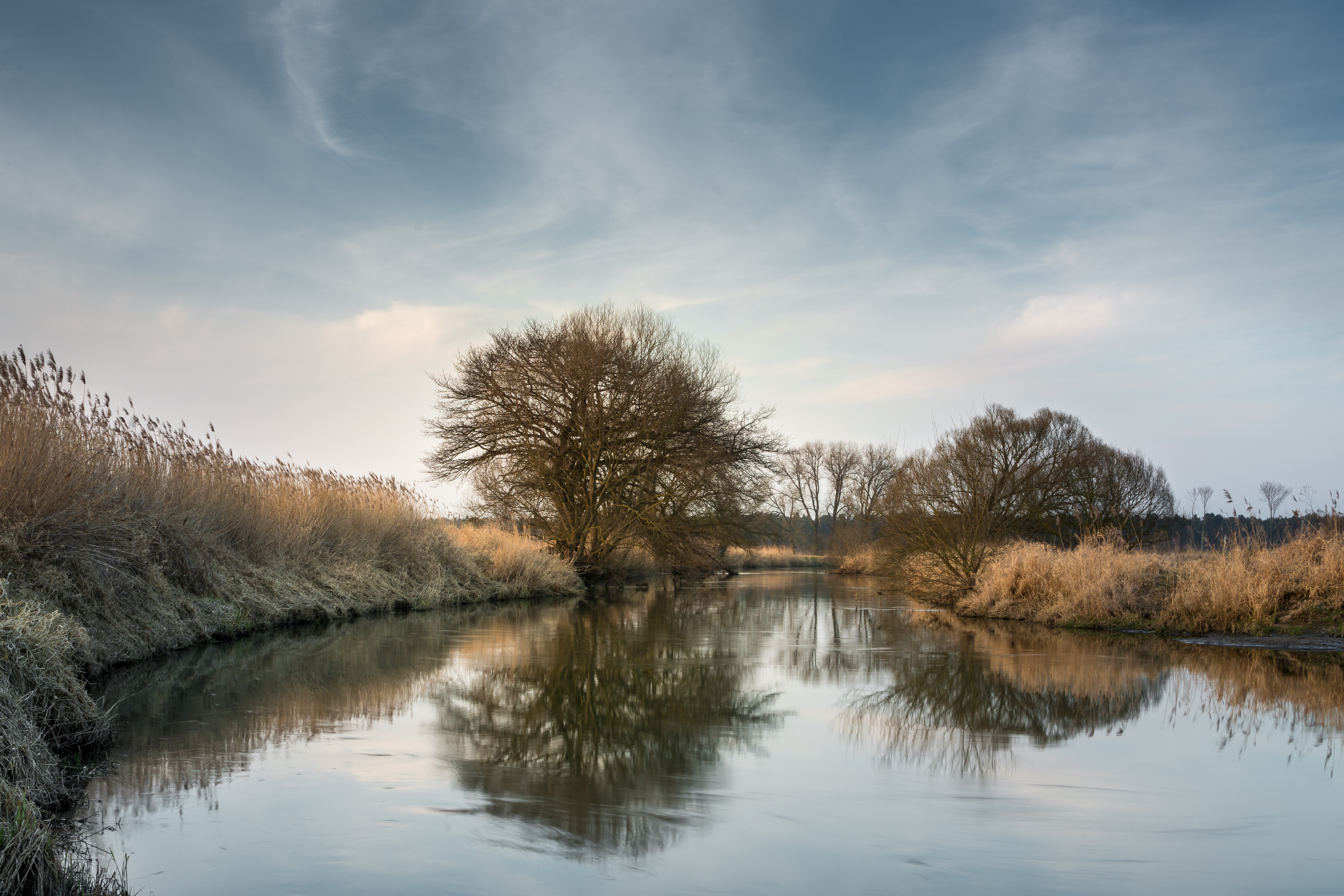
Okeraue bei Volkse südlich von Meinersen

Unterhalb der Braunschweiger Innenstadt ist der Okerlauf bis zum Ölper See stark reguliert. Dort steuert ein weiteres Bauwerk an der Stelle der ehemaligen Ölper Mühle den Wasserstand und damit die Hochwasser-Abschlagsmenge in den See. Bis Veltenhof und Watenbüttel ist trotz der Beeinträchtigung durch zahlreiche Verkehrswege der Charakter des mäandrierenden Wiesenflusses und der Okeraue erkennbar. Die Okeraue steht hier als Braunschweiger Okeraue unter Naturschutz. Bei Watenbüttel wird die Oker in einem Düker unter dem Mittellandkanal hindurchgeführt und fließt bis zur Mündung durch sandige Böden (Spargelanbau). Ihr Einzugsgebiet ist an der Westseite deutlich durch die parallel fließende Erse/Aue begrenzt, sie hat ab der Mündung des Aue-Oker-Kanals keine linken Nebengewässer mehr.
Bei Walle (Schwülper) mündet die wasserreiche Schunter, die das gesamte nördliche Elmgebiet bis nach Helmstedt entwässert. Das rechte Ufer bilden eiszeitliche Sandablagerungen wie der Galgenberg bei Didderse, am linken Ufer erstreckt sich das Verregnungsgebiet des Abwasserzweckverbands Braunschweig. Nördlich von Hillerse bestimmen wieder ausgedehnte Wiesen, Mäander und alte Flussarme den Charakter der Landschaft.
Am 20. September 1321 wurde das „Fürstlich Braunschweigisch-Lüneburgische Amtshaus“ als Castrum Brugghe (heute: Neubrück) erstmals urkundlich erwähnt. Es handelte sich jahrhundertelang um eine an der Oker gelegene Zollstelle zwischen dem braunschweigischen und dem lüneburgischen Landesteil.
Bis in das Mittelalter hinein bog der Lauf der Oker bei Meinersen vermutlich in dem heute als Sohlriethe bezeichneten Gewässer nach Nordwesten ab und mündete westlich von Wienhausen in die Aller. Wahrscheinlich zu Beginn des 14. Jahrhunderts – möglicherweise in einem Hochwasserbett – wurde das Bett der Oker ab Meinersen direkt nach Norden künstlich verlegt. Die heutige Mündung in die Aller ist die wahrscheinlich dritte und letzte künstliche Anlage aus dem 18. Jahrhundert.
Zwischen Meinersen und Müden ist in den historischen Karten Ende des 19. Jahrhunderts die Sohlriethe als regulierter Abzweig der Oker nach Westen verzeichnet. Sie mäandrierte im Bereich des Harsebruchs und war nördlich des Hünenbergs mit einem Siel ausgestattet. Als Kanal passierte sie Flettmar im Westen und stieß südlich von Nienhof bei einer alten Allerschleife an den Allerdeich. Von da führte der Kanal südlich der Aller bis zur Kanalschleuse nordwestlich Langlingens, bei der der Wienhauser Mühlenkanal abgezweigt wird. Die heutigen Überreste der Sohlriethe sind nicht mit der Oker verbunden und führen zum Flettmarschen Abzugsgraben, der westlich von Meinersen beginnt und nördlich Flettmar in die Aller mündet. Nordwestlich von Flettmar ist ein weiterer Graben namens Neue Sohlriethe kartiert, der südlich von Nienhof mündet.
Bei Meinersen verzweigt die Oker in einen Mühlengraben und wird durch ein neues Wehr reguliert. Von dort sind es noch etwa acht mäanderreiche Flusskilometer bis zum Wehr Dieckhorst in Müden, wo sie sich mit der Aller vereint und dabei hydrologisch sogar den Hauptfluss darstellt. Die Oker führt hier im Mittel 12,1 m³/s Wasser, während der mittlere Abfluss der Aller an dieser Stelle 8,2 m³/s beträgt.

### Einzugsgebiet und Naturräume

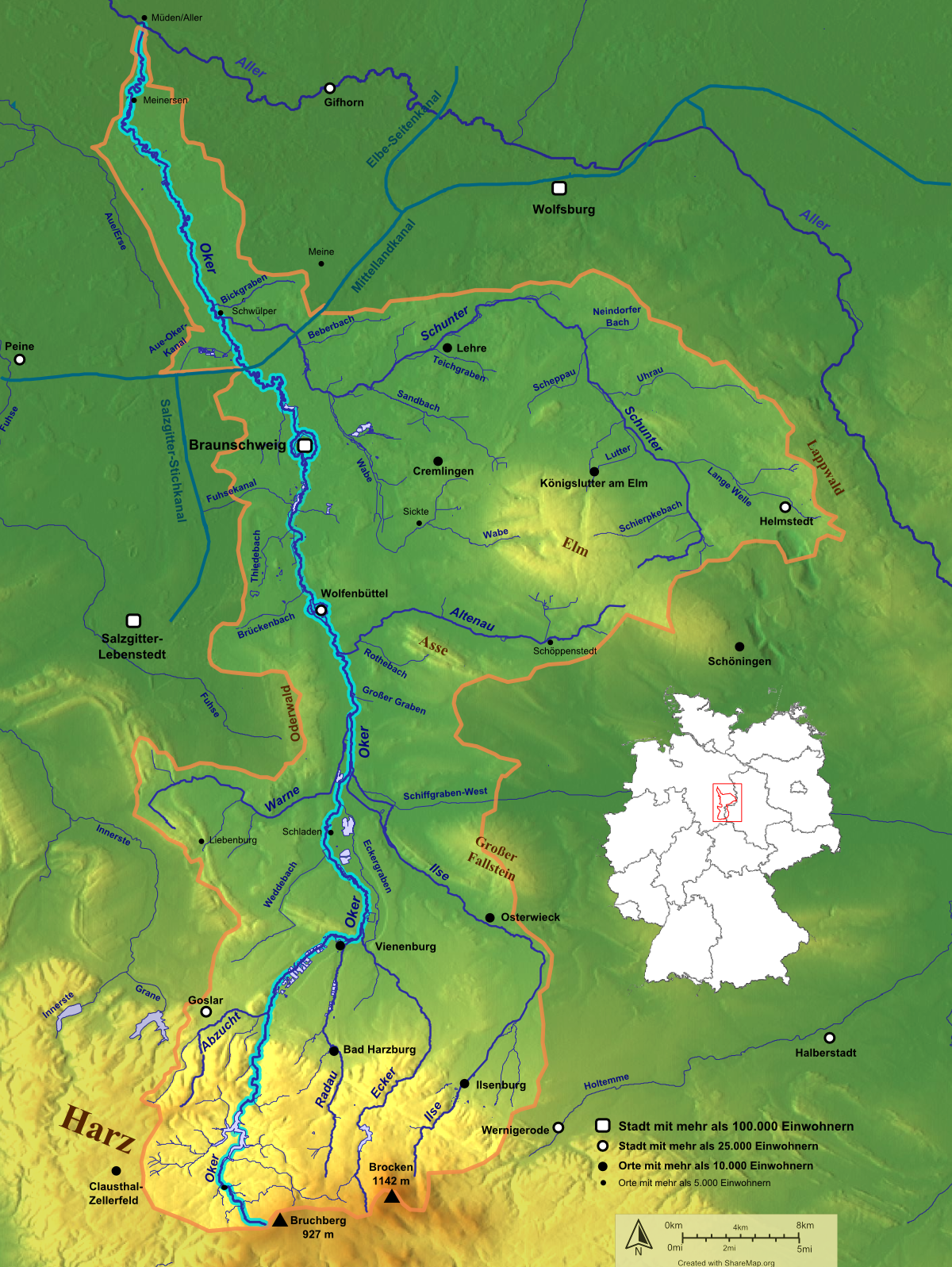
Topografie und Einzugsgebiet der Oker

Das Einzugsgebiet der Oker reicht von der Südheide im Norden bis zum Harz im Süden sowie von Salzgitter im Westen bis Helmstedt im Osten. Das Gebiet liegt vorwiegend in Niedersachsen, lediglich der östliche Einzugsbereich der Ilse liegt in Sachsen-Anhalt, das sind 256 km² von insgesamt 1.829 km². Auf niedersächsischer Seite leben 491.000 Einwohner im Einzugsgebiet der Oker.
Die Oker durchfließt mehrere Naturräume: Im Norden ihres Ursprungsgebiets Harz (Naturraum-Kennung 53) schließt sich die Großregion Norddeutsches Tiefland mit dem Naturraum Lößbörden (Kennung 51) und der Region Nördliches Harzvorland (510) an. Dort gestaltet die Oker den eigenständigen Naturraum Okertal (Kennung 510.10). Auf Höhe des sich als schmales Band nach Osten erstreckenden Großen Bruchs verlässt sie die Harzrandmulde und fließt im Ostbraunschweigischen Hügelland (512) durch das Börßum-Braunschweiger Okertal (Kennung 512.03) bis Braunschweig. Das Gebiet Braunschweig–Wolfenbüttel wird vom Bundesamt für Naturschutz der urbanen Landschaft Braunschweig mit der Kennziffer 115 zugeordnet.
Auf Höhe des Stadtgebiets von Braunschweig verlässt die Oker die Lößbörden und tritt in das Weser-Aller-Flachland (Kennung 62) ein. Dort teilt die Okerniederung die Landschaft in die westlich gelegene Burgdorf-Peiner Geest (Kennung 623.0) und das Ostbraunschweigische Flachland (Kennung 624.0). Den Naturraum Obere Allerniederung (Kennung 626.4) erreicht sie bei Meinersen.

### Fließgewässertypen
Nahezu die Hälfte, nämlich 48 %, der zufließenden Gewässer sind vom Typ des löß-lehmgeprägten Tieflandbachs. Dieser Typ tritt naturgemäß in der Lößregion zwischen Braunschweig und Helmstedt auf. Nördlich von Braunschweig überwiegen die sand- und lehmgeprägten Tieflandflüsse und stellen einen Anteil von 23 % dar. Im Harz und Harzvorland sind die Nebengewässer vor allem vom Typ der silikatischen Mittelgebirgsbäche, während die Oker im Oberlauf als karbonatischer Mittelgebirgsfluss eingeordnet wird.

## Geschichte

### Grenzfluss

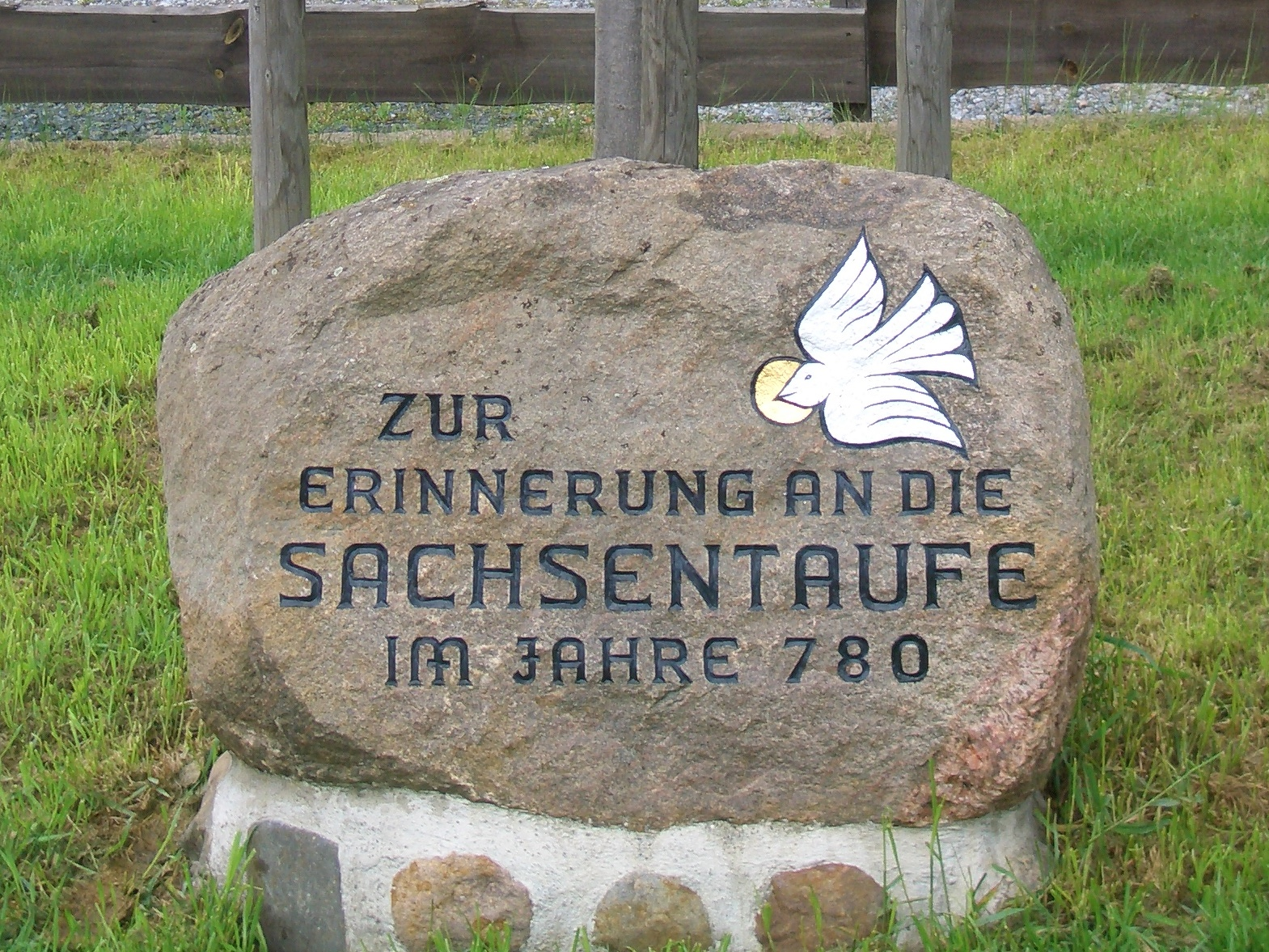
Gedenkstein an die Sachsentaufe durch Karl den Großen 780 in Ohrum

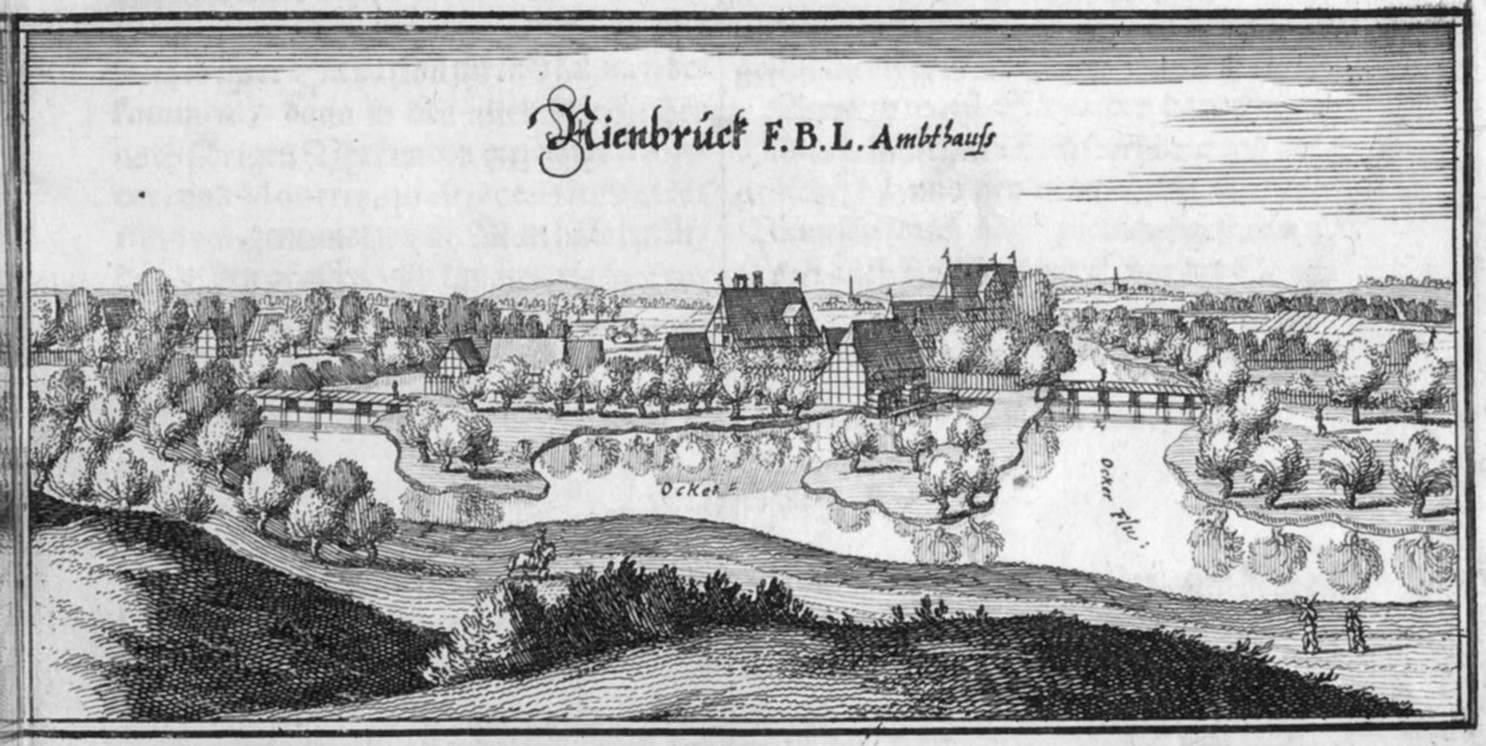
Die Oker bei Neubrück um 1654/1658, Blick nach Süden, Stich von Matthäus Merian

Bereits in der vorfränkischen Zeit war die Oker wegen ihres hohen und unregelmäßigen Wasseraufkommens Stammesgrenze zwischen den Sachsen (Ostfalengau) und Thüringern. Ohrum wird in den Fränkischen Annalen bereits für 747 als Okerübergang erwähnt. Es wird angenommen, dass ein historischer Ost-West-Deitweg bis zur Entstehung der Städte Braunschweig und Wolfenbüttel die Oker hier querte, der auch noch in ottonischer Zeit über Schöningen nach Magdeburg führte.
Die Oker bildete weiterhin eine wichtige strategische Grenze im Kampf gegen die Ungarneinfälle, so wurde die Pfalz Werla bereits 924 erwähnt und ab 968 zum regelmäßigen Tagungsort Ottos des Großen.
Ab dem 9. Jahrhundert bildete die Oker die Diözesangrenze zwischen den Bistümern Halberstadt und Hildesheim. Im Abschnitt Ohrum bis Börßum bildete sie außerdem die Ostgrenze des Hochstifts Hildesheim gegenüber dem Fürstentum Braunschweig-Wolfenbüttel und weiter nach Süden bis Wiedelah gegenüber dem Hochstift Halberstadt, nach dessen Säkularisation dem Kurfürstentum Brandenburg.
Nach 1814 war die Oker die Ostgrenze des Königreichs Hannover gegenüber dem Herzogtum Braunschweig und dem Königreich Preußen. Nach 1866 war sie Grenze zwischen den preußischen Provinzen Hannover und Sachsen sowie nördlich von Börßum bis Ohrum zwischen der Provinz Hannover im Westen und dem Herzogtum Braunschweig im Osten. Von 1945 bis 1990 verlief die Innerdeutsche Grenze zwischen der Deutschen Demokratischen Republik und der Bundesrepublik Deutschland zwischen Wiedelah und Schladen in der Mitte des Okeraue.
Eine weitere siedlungsgeographische Besonderheit ist die Verteilung der Ortsnamen mit der Endung -büttel entlang der Oker. Die südlichste in Deutschland vorkommende Endung findet man im Namen von Wolfenbüttel. Außer den nahe Braunschweig an der Oker gelegenen Orten Eisenbüttel und Watenbüttel sind die Ortschaften sämtlich im Bereich Papenteich im Dreieck zwischen Oker und Aller anzufinden, wobei die Oker die Westgrenze bildet. Das Gebiet wird umgangssprachlich auch als Büttelei bezeichnet.

### Flößerei
Zwar ist die Flößerei schriftlich erst aus den Zeiten Herzog Julius dokumentiert, es darf jedoch angenommen werden, dass das Holz aus dem Harz als Brenn- und Bauholz schon in den Jahrhunderten zuvor auf dem Wasserwege transportiert wurde. Julius ließ das obere Gebiet der Oker energisch ausbauen, so entstand 1570 an der Radau etwa auf der Höhe von Bündheim ein Stauwehr und später eine Spannstelle, zu der das geschlagene Holz gebracht und in den Fluss geworfen wurde. Mit Ziehen des Wehres erzeugte man einen ordentlichen Wasserschwall, der das Holz hinuntertrieb.
Ebenfalls 1570 wurde auch im Okertal an der Stelle der heutigen Hauptstaumauer der Okertalsperre eine Flößschleuse namens Großer Juliusstau errichtet. 1573 kam der Kleine Juliusstau bei Gemkenthal hinzu. Beide Stauanlagen sind 1579 durch ein großes Hochwasser zerstört worden.
1576 wurde nahe dem Okertal das Kellwasser, ein Nebenfluss der Oker, gestaut, um Holz die Oker hinab zu transportieren. 1580 entstanden zum gleichen Zweck Stauwerke an der Ecker. Die Ilse lag nicht mehr im Territorialbereich des Fürstentums Braunschweig-Wolfenbüttel.
Die Flößerei wurde erst im 19. Jahrhundert eingestellt, nachdem die Eisenbahn bis zum Harz fuhr.

### Schifffahrt

#### Im Oberlauf bis Braunschweig
Im oberen Okerbereich lässt die Erwähnung von 1425, dass die Stadt Braunschweig im Ösel Kalk und Steine brechen lassen darf, darauf schließen, dass diese Materialien mit Lastkähnen die Oker hinab transportiert worden sind. 1575 hat Herzog Julius persönlich einen Stichkanal von der Oker nach Neindorf am Ösel und eine Verladestation für die abgebrochenen Steine geplant, die für den Ausbau der Residenzstadt Wolfenbüttel benötigt wurden. Ab 1577 ist der Betrieb von Lastkähnen vom Ösel bis zum Schloss in Wolfenbüttel nachgewiesen, wo sie an Befestigungsanlagen mit so klangvollen Namen wie „Wunderlicher Heinz“ und „Wunderlicher Kurt“ anlegten.
Für den 15. August 1580 wird eine fürstliche Vergnügungsreise auf der Oker von Wolfenbüttel zum 1578 errichteten Lustschloss in Hedwigsburg beschrieben, wofür der Bau einer Schleuse bei Kissenbrück erforderlich war. 1576 ließ Herzog Julius bereits notwendige Maßnahmen für einen Ausbau der Oker zwischen Harzrand und Wolfenbüttel prüfen. Hierfür wäre die Oker umfangreich auszubauen oder gar umzuverlegen gewesen und hätten Schleusen neu angelegt werden müssen. So blieb es in dem Gebiet bei der Flößerei.
Zu Julius’ Zeiten entstanden auch Pläne, eine Kanalverbindung zwischen der Oker und dem Saale-Gebiet über den Schiffgraben-West und Großen Graben herzustellen. Es wurde angestrebt, auf dem Wasserweg nach Hamburg zu gelangen und die Zölle in Celle und Bremen zu umgehen.
Im 18. Jahrhundert war es Herzog Karl I., der massiv die Schiffbarmachung des Okereinzugsbereiches förderte und dies auch gegen großen Protest der Landbevölkerung durchsetzte. 1745 ließ er entlang der Oker südlich von Wolfenbüttel über 1000 wirtschaftlich wertvolle Weidenbäume fällen, um einen Treidelweg anzulegen. Zwei Jahre später wurde der Weg zwischen Wolfenbüttel und Braunschweig „frei“ gemacht, wobei neben den Weidenbäumen auch etliche Flachsrotten von den Bauern – diesmal gegen Entschädigung – aufgegeben werden mussten.
Vor den südlichen Stadttoren Braunschweigs im Bruchgebiet wurde eine Anlegestelle errichtet. Bei Stöckheim bestand ein Hafen, in dem die Besatzungen der Schiffe ausgewechselt wurden, der Straßenname „Am Schiffhorn“ weist noch darauf hin. Für 1753 sind 489 Fahrten dokumentiert, die überwiegend Bier, Brot und Baustoffe beförderten. Insbesondere bei dem Bier wurde nachweislich von Schiffsbesatzungen „genascht“, was aus Gerichtsakten hervorgeht.
Die Schifffahrt auf der oberen Oker war auf Dauer wegen der Wasserwegunterhaltung nicht wirtschaftlich und wurde bereits 1770 wieder eingestellt.

#### Im Unterlauf bis zur Aller

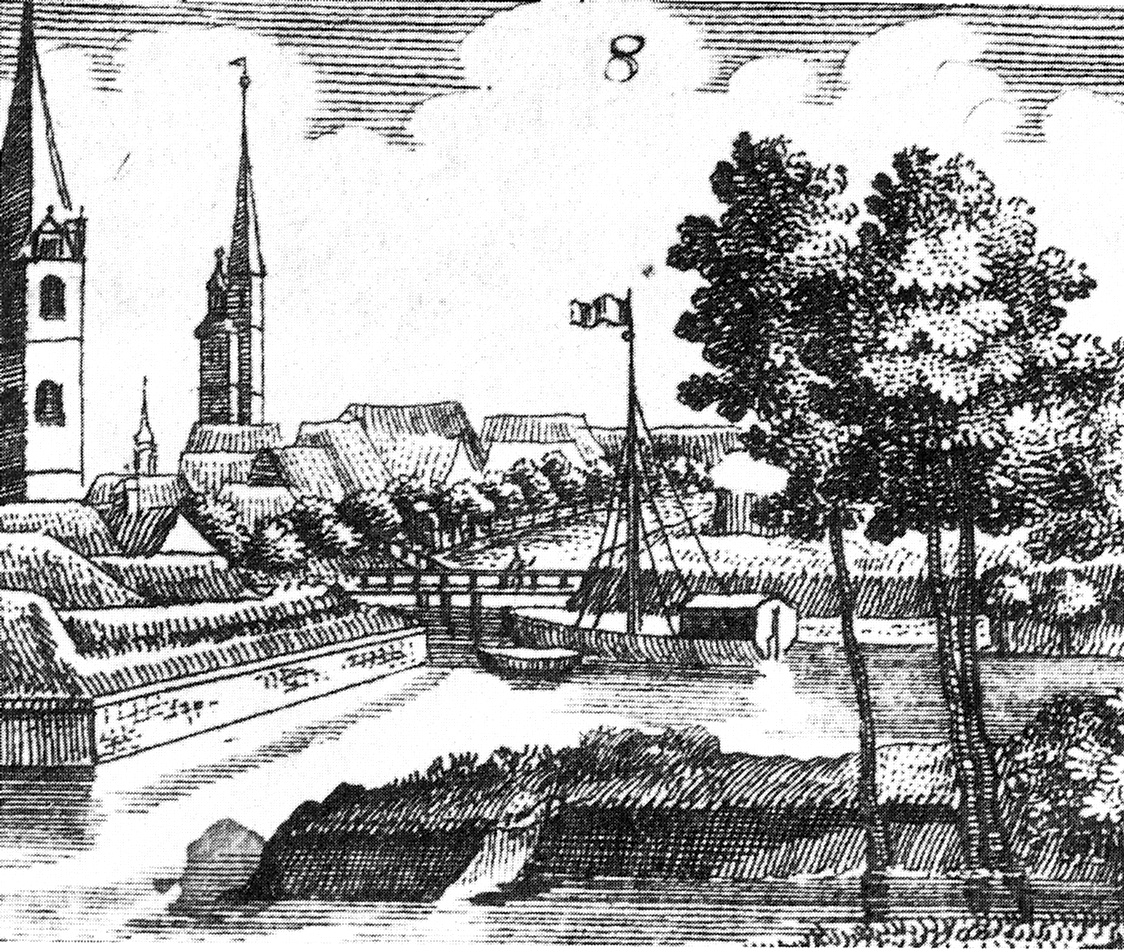
Boot auf der Oker in Braunschweig bei der Bammelsburg (heute etwa Inselwall), Kupferstich aus der Werkstatt Beck 1716

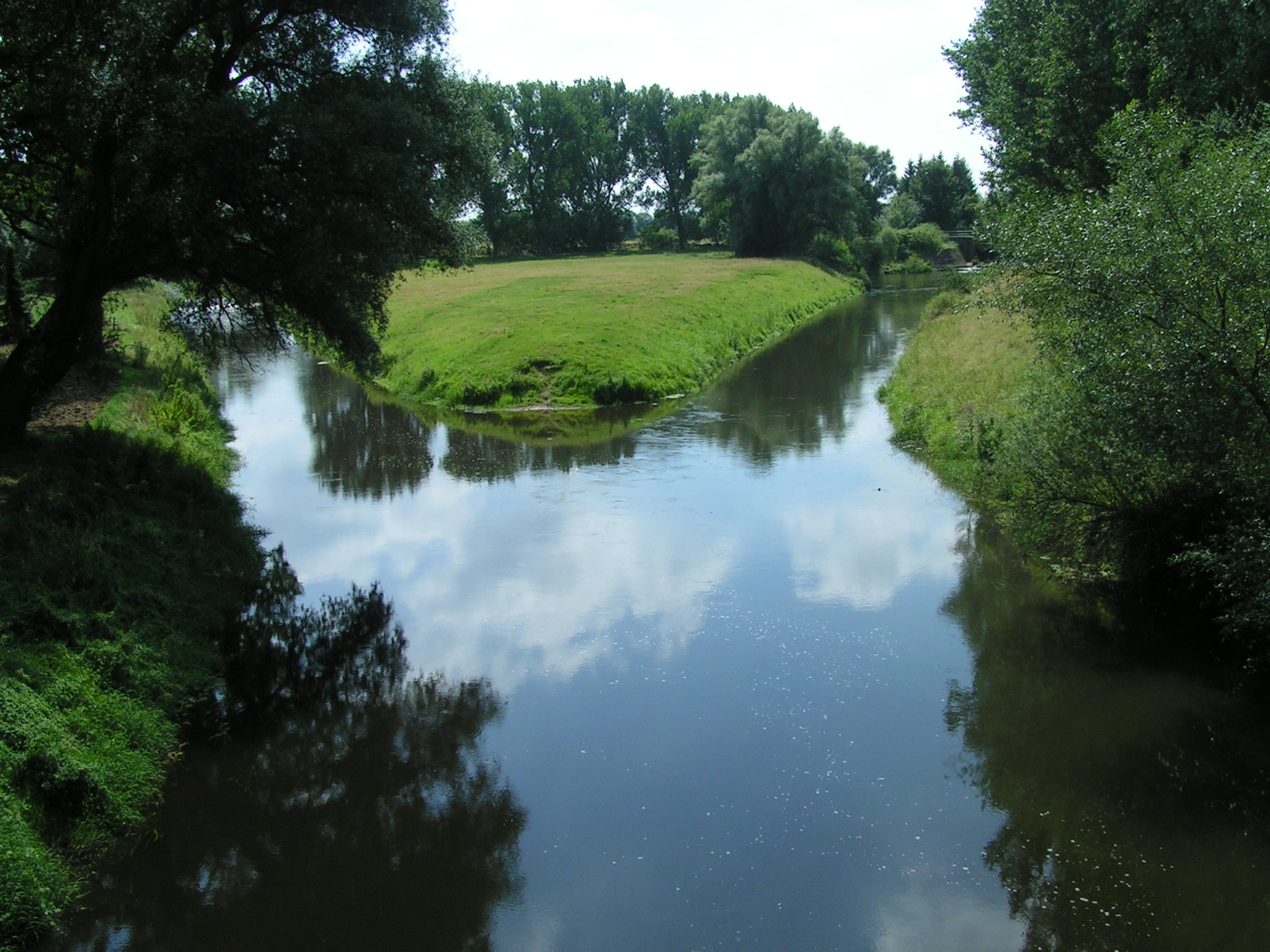
Mündung der Oker (rechts) in die Aller bei Müden (Aller)

In der Stadtrechtsurkunde des Braunschweiger Weichbildes Hagen von 1227 wird auf das von Heinrich dem Löwen verbriefte Recht der freien Schifffahrt für die Braunschweiger Kaufleute bis Bremen verwiesen. Dieses Recht stand jedoch nur auf dem Papier, da wegen der territorialen Aufteilung des Herzogtums die Herzöge aus Braunschweig-Wolfenbüttel keinen Zugriff auf die nördliche Oker und die Aller besaßen. Die Stadt Celle dagegen besaß für die Aller das Schifffahrtsmonopol und kassierte vor allem für die auf diesem Weg beförderte Braunschweiger Mumme hohe Zölle. In welchem Zeitraum und Maße die Okerschifffahrt betrieben wurde, lässt sich heute nicht mit der notwendigen Sicherheit angeben.
Dieser Umstand führte dauerhaft zu Streitigkeiten zwischen der Stadt Braunschweig und den Territorialherren sowie unter den Fürstentümern. Für einen alternativen Schifffahrtsweg Richtung Nordsee gab es daher immer wieder interessante Pläne, wie der oben beschriebene einer Verbindung zur Saale sowie den aus napoleonischer Zeit zum Bau eines Kanals zur Aller – einem Vorgriff auf den späteren Mittellandkanal.
In Meinersen wurde 1357 der Neubau eines Wasserschlosses unter Ludolf von Hohnhorst abgeschlossen. Der Bau dieser Anlage war wassertechnisch nur durch eine künstliche Verlegung des Okerlaufes von Meinersen nach Müden/Dieckhorst möglich.

#### Ausflugsfahrten
Im Stadtgebiet Braunschweig gab es bis ins 20. Jahrhundert auf der Oker motorisierte Ausflugsfahrten: Im Norden der Stadt zur Ölper Mühle, im Süden zwischen Hauptbahnhof und Eisenbüttel (Heinrichshafen) sowie im Oberwasser zwischen Eisenbüttel und dem Großen Weghaus in Stöckheim.

### Trinkwassergewinnung
Im 16. Jahrhundert wurde die Wasserversorgung in Braunschweig durch Barward Tafelmaker ausgebaut. Pumpwerke beschickten hölzerne Leitungen, Deichel (Pipen), mit Okerwasser und versorgten so die angeschlossenen Häuser. Im 19. Jahrhundert wurde in Braunschweig untersucht, Wasser aus Brunnen im Steinfeld bei Vienenburg bis zur Stadt zu fördern. Dies wurde damals verworfen und stattdessen ein Wasserwerk bei Rüningen gebaut, welches aus dem Grundwasserbereich der Oker schöpfte. In diesem Zuge wurden die Trinkwasser-Klärteiche des Braunschweiger Kennelgebietes sowie das Pumpwerk im Bürgerpark angelegt. In der zweiten Hälfte des 20. Jahrhunderts wurde die Wasserversorgung auf die Harzwasserwerke umgestellt. Neben dem steigenden Wasserbedarf spielte hierbei auch die bessere Qualität des Harzwassers (Wasserhärte) eine entscheidende Rolle.

### Hinrichtungen und Unglücke
Im Jahre 1765 wurden in der Oker bei Meinersen letztmals Menschen ertränkt. Es handelte sich bei den Ertränkten um eine Giftmischerin namens Maria Dorothea Heuern (Hoyers) aus Alvesse, die 1765 ihren Mann vorsätzlich umgebracht haben soll. Zugleich mit ihr wurde ihre Dienstmagd, Anna Ilse Gieselern, wegen Beihilfe schuldig gesprochen.
In der Ortschronik von Ohrum sind mehrere Unglücke auf der Okerbrücke auch mit tödlichem Ausgang erwähnt, wobei teilweise die Leichen von den Bewohnern nicht geborgen werden durften, da sie jenseits der Landesgrenze angeschwemmt worden waren.

### Tabelle historischer Ereignisse
| Jahr      | Ereignis |
| --------- | --- |
| 747       | Ohrums Ersterwähnung                                                                                                  |
| 780       | Historische Massentaufe der Sachsen durch Karl den Großen in Ohrum belegt. Ersterwähnung Didderses                    |
| 804       | Halberstadt wird Bischofssitz (Westgrenze ist die Oker)                                                               |
| 815       | Hildesheim wird Bischofssitz (Ostgrenze ist die Oker)                                                                 |
| ab 822    | Ersterwähnung Kissenbrücks                                                                                            |
| 861       | legendäre Gründung Braunschweigs durch die Brunonen                                                                   |
| 924/926   | Ersterwähnung der Pfalz Werla                                                                                         |
| 993–997   | Bau der Niederungsburg Mundburg (Mundborg) durch Bischof Bernward von Hildesheim an der Mündung der Oker in die Aller |
| 1007      | Steterburger Annalen erwähnen zahlreiche Dörfer längs der Oker                                                        |
| 1013      | In Heiningen wird Kanonissenstift gegründet                                                                           |
| 1031      | Erste urkundliche Erwähnung Braunschweigs                                                                             |
| 1090      | Ersterwähnung der Scheverlingenburg bei Walle (Schwülper)                                                             |
| 1118      | Ersterwähnung Wolfenbüttels                                                                                           |
| 1151      | Ersterwähnung Meinersens                                                                                              |
| 1154      | Ersterwähnung Schladens                                                                                               |
| 1167      | Ersterwähnung Dorstadts                                                                                               |
| 1227      | Ersterwähnung Altenaus                                                                                                |
| 14. Jh.   | Die Pest bringt im Harz den Bergbau zum Erliegen, die Wälder erholen sich                                             |
| 1527      | Barward Tafelmaker baut in Braunschweig eine Wasserversorgung mit Okerwasser auf.                                     |
| 1570      | Juliusstau im Harz zur Förderung der Flößerei                                                                         |
| 1627      | Aufstau der Oker durch den Schwedendamm, um Wolfenbüttel einzunehmen                                                  |
| 1745      | Umfangreiche Kanalbauten im Okereinzugsbereich unter Herzog Karl I.                                                   |
| 1807–1813 | In napoleonischer Zeit wird das Okerdepartement als Teil des Königreichs Westphalen eingerichtet.                     |
| 1838      | Im Okertal fährt die erste Dampflokomotive der ersten Deutschen Staatsbahn.                                           |
| 1956      | Einweihung der Okertalsperre                                                                                          |

## Umwelt

### Wasserqualität
Durch den über mehr als drei Jahrtausende andauernden Erzbergbau im Rammelsberg, die dortigen Metallhüttenbetriebe und die Schlackenhalden im Goslarer Stadtteil Oker ist das Fluss- und Grundwasser mit Schwermetallen, Arsen und weiteren Schadstoffen belastet. Auf den Halden, auf zahlreichen hochbelasteten Böden und in den Steinfeldern zwischen Oker und Vienenburg sind die an Schwermetalle anpassten Grasnelkenfluren bereits 1930 nachgewiesen und auch heute noch vorhanden. Durch die zyklischen Überschwemmungen und durch Sedimentation sind auch die Aueböden links und rechts der Oker bis zur Aller mit Schwermetallen belastet. Bei Weidevieh traten früher Missbildungen und Knochensprödigkeit auf, die so genannte Okersteinfeldkrankheit.
Im Stadtgebiet Braunschweigs sind Bodenuntersuchungen durchgeführt worden, nach denen im Jahr 2012 auf dem Stöckheimer Bolzplatz, der in der Okeraue liegt, der Boden ausgetauscht werden musste. Bei der Bewertung des innerstädtischen Okerlaufs Bosselgraben als mögliche Kanustrecke für Kinder wurde das Sediment 2008 untersucht und als Gefährlicher Abfall eingestuft. Die Werte für Arsen lagen bei 380 mg/kg untersuchter Trockenmasse, der Prüfwert gemäß Bundes-Bodenschutzgesetz ist für Freizeitanlagen 125 mg/kg. Im Schlamm sind außerdem hohe Konzentrationen für Cadmium, Kupfer und Zink nachgewiesen worden. Die Stadt Braunschweig hat für die Oker ein allgemeines Badeverbot ausgesprochen und 2015 eine Verordnung zur Nutzungseinschränkung der Ufer und Randbereiche erlassen, in der insbesondere auf die Gefahr des Körperkontakts mit belastetem Schlamm hingewiesen wird.
Hinsichtlich der Fischgiftigkeit der bei der Verhüttung anfallenden Stoffe werden insbesondere Vitriole von den Angelsportlern benannt, die zum Aussterben des Lachses in der Oker führten.
Für das Jahr 2000 wird die biologische Gewässergüte der Oker (ohne Zuflüsse) vom NLWKN im Mittel zwischen II und III eingestuft („kritisch belastet“). Problematisch für die Oker selber sind die Einträge aus der Landwirtschaft, die von Düngemitteln und Pflanzenschutzmitteln herrühren. Insbesondere in den löss- und lehmgeprägten Regionen tritt dies zusammen mit erodierten Bodenpartikeln auf. Der Anteil der Ackerflächen im gesamten Einzugsgebiet der Oker beträgt immerhin 57,7 %.
Unmittelbare Einleitungen aus so genannten Punktquellen wie Kläranlagen, Zuckerfabriken und Industriebetrieben führen in einigen Nebengewässern noch zu lokalen Verschlechterungen der analysierten Werte, belasten die Oker insgesamt aber nicht so stark wie noch in den 1950er Jahren. Die Kühlwasserentnahme des Braunschweiger Heizkraftwerks Mitte stellt zwar keine unmittelbare Belastung für die Biologie dar, die genehmigte Einleittemperatur von 28 °C in Verbindung mit der Staustrecke vor dem Ölper Wehr wird aber zumindest für die Wiederansiedlung des Atlantischen Lachses kritisch bewertet.

### Strukturgüte

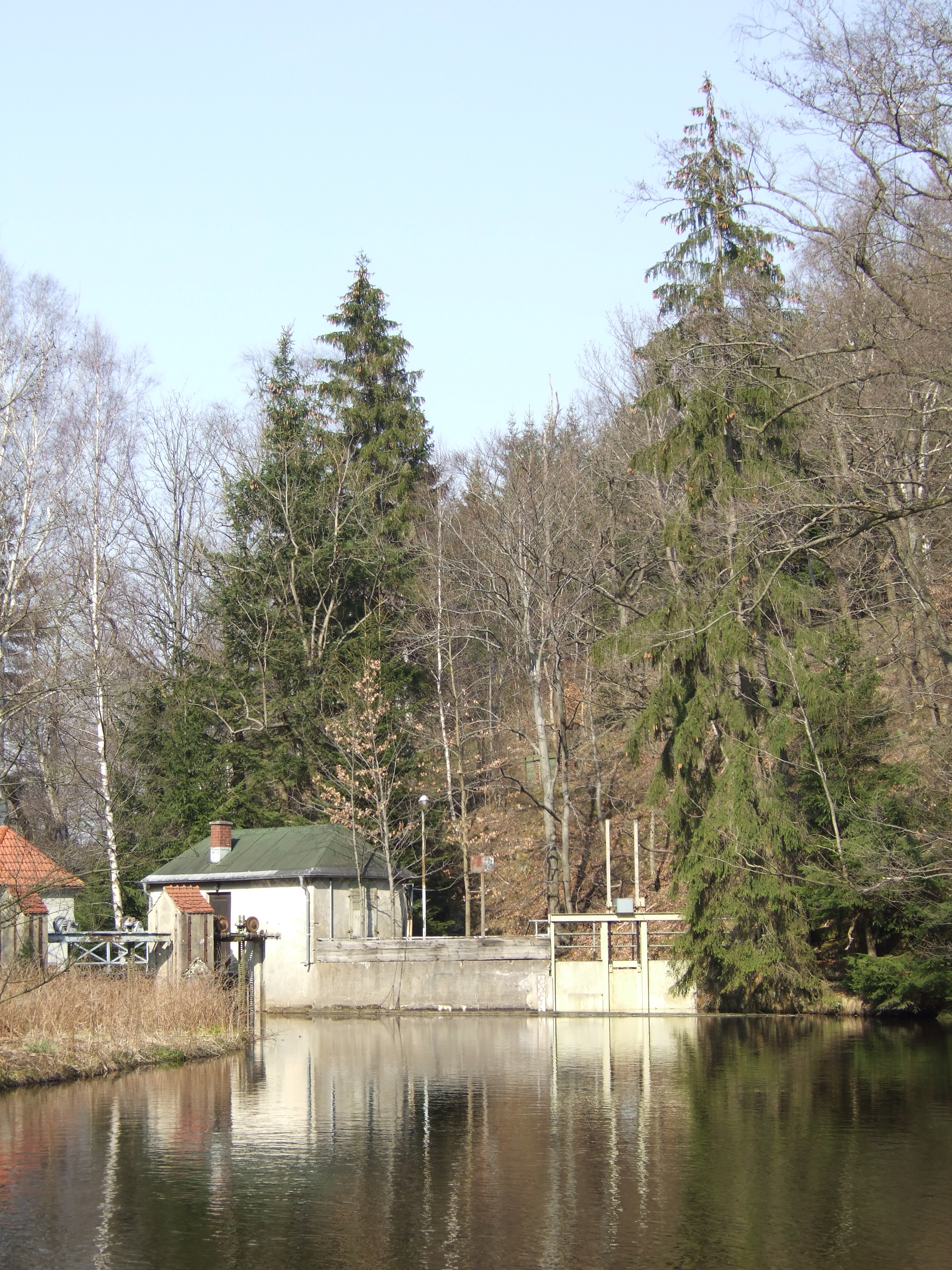
Oker-Wehr in Oker

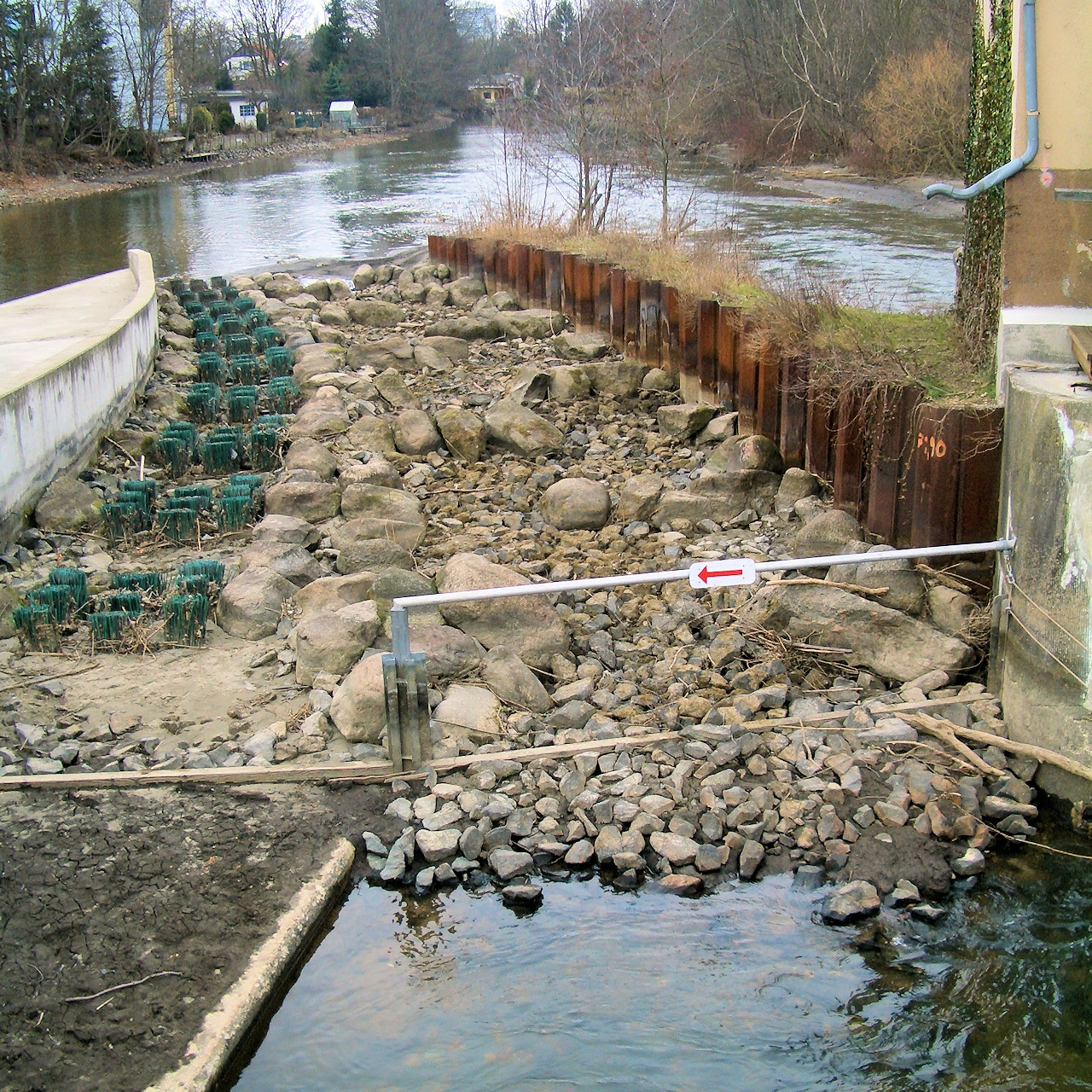
Fischaufstiegsanlage am Eisenbütteler Wehr mit Kanupass – bei abgelassenem Oberwasser

Seit dem Erscheinen der Europäischen Wasserrahmenrichtlinie werden nicht nur die biologische und chemische Qualität eines Fließgewässers beurteilt, sondern auch ihr struktureller Zustand. Hierbei werden morphologische Abweichungen von einem natürlichen Verlauf wie Stauwerke, Kanalisierungen und Uferbefestigungen berücksichtigt. Weitere Kriterien sind die Gestaltung des Randbereichs, die Beschattung des Gewässers mit natürlichem Bewuchs und auch das Vorhandensein von Totholz. Die Skala reicht von I bis VII, wobei die Gewässerabschnitte mit der besten Bewertung I normalerweise optimale Lebensbedingungen für Flora und Fauna sicherstellen. Die Oker wird abschnittsweise mit VI bewertet. Insbesondere im Bereich der Talsperren wird sie als Heavily Modified Waterbody, also erheblich veränderter Wasserkörper, eingestuft.
Die Oker schneidet diesbezüglich im Oberlauf schlecht ab, da durch die Talsperre, das Kraftwerk und das Ausgleichsbecken die Oker nahezu vollständig verbaut ist und nur im Ausnahmefall in ihrem natürlichen Flussbett verläuft. Die früher starken Schwankungen des Wasseraufkommens durch Schneeschmelze und Regenereignisse werden heutzutage fast vollständig durch die Talsperre abgepuffert, wodurch aber auch natürliche Wechsel und Überschwemmungen im Unterland ausbleiben. Bei den Vienenburger Kiesteichen sind etliche kurz aufeinander folgende Sohlabstürze vorhanden. Diese verhindern den natürlichen Transport von Kies und anderem Geschiebe sowie den Aufstieg von Wanderfischen.
Im weiteren Verlauf der Oker bestimmen teilweise historische Barrieren das Bild des Flusses. Dazu gehören die Mühlen- und Brückenbauten sowie die Umflutgräben in den Städten. Seit den 1960er Jahren sind zahlreiche Regulierungen mit Sohlabstürzen und Wehren dazu gekommen. Abhilfe soll hier das Projekt Okerlachs 2000 schaffen, das gemeinsam vom Land Niedersachsen, kommunalen Einrichtungen und Angelsportvereinen in der Aller-Oker-Lachs-Gemeinschaft betrieben wird. In diesem Zuge wird insbesondere die Durchlässigkeit der Oker für Wanderfische wie Lachs und Meerforelle angestrebt. Sohlabstürze an Wehren werden durch Fischtreppen passierbar gemacht. Im Juni 2022 wurde mit dem Abschluss der Sanierung das Braunschweiger Petriwehrs die letzte Barriere für Wanderfische bis hinauf nach Vienenburg beseitigt.
Weitere Beeinträchtigungen für die natürliche Flora und Fauna bilden Uferbefestigungen aus Steinen, die vorwiegend in den städtischen Gräben von Wolfenbüttel und Braunschweig vorzufinden sind.
Renaturierungsmaßnahmen, die eine naturnahe, mäandrierende Wasserführung und ausreichende Überschwemmungsflächen wiederherstellen könnten, sind lediglich in den Nebengewässern der Oker in einzelnen Abschnitten eingeleitet worden. Als Beispiel seien die Schunter mit dem Beberbach und weiteren Bächen genannt. Für das Stadtgebiet Braunschweigs existiert ein Maßnahmenkatalog, der auf einen großen Handlungsbedarf bei den Stauwerken und für mögliche Renaturierungen im südlichen Stadtgebiet hinweist.

### Naturschutzgebiete

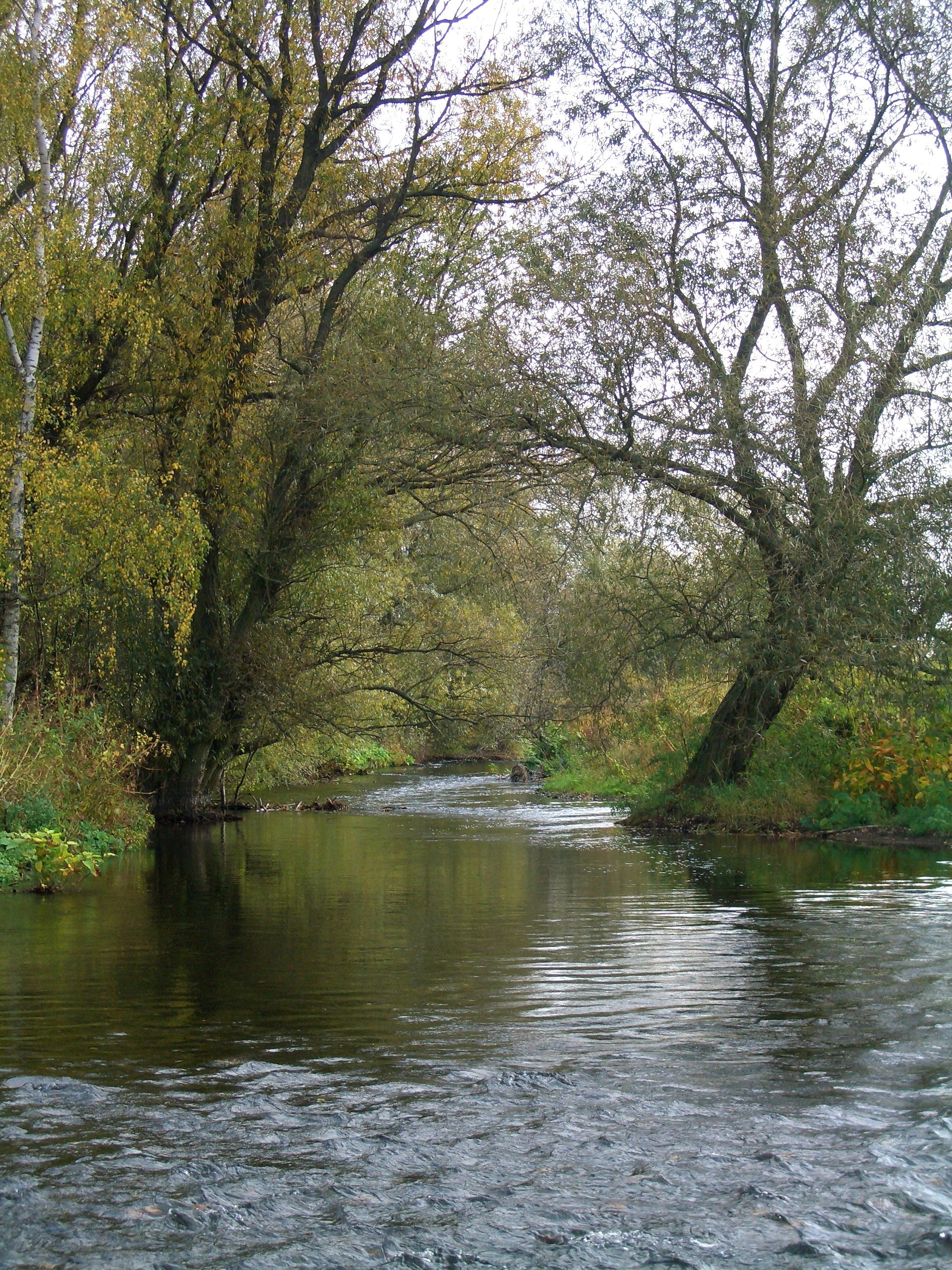
Oker bei Schladen

Wesentliche Teile des Flusslaufs stehen unter Naturschutz und sind Bestandteile von EU-Vogelschutzgebieten oder FFH-Regionen.
Im Vorharz sind dies zwischen Oker und Schladen die lediglich durch Straßen oder Wege unterbrochenen Gebiete
- Oker- und Eckertal in den Landkreisen Goslar und Wolfenbüttel
- Okertal südlich Vienenburg
- Okertal (in Sachsen-Anhalt)

Vom Norden des Braunschweiger Stadtgebiets bis zum Dieckhorster Wehr kurz vor der Mündung in die Aller erstreckt sich ein nahezu durchgehendes Band von Schutzgebieten:
- Braunschweiger Okeraue vom Ölpersee bis zur Braunschweiger Stadtgrenze bei Hülperode
- Nördliche Okeraue zwischen Hülperode und Neubrück
- Okeraue bei Didderse zwischen Neubrück und Hillerse
- Okeraue bei Volkse zwischen Hillerse und Meinersen
- Okeraue zwischen Meinersen und Müden (Aller)

## Wasserkraft

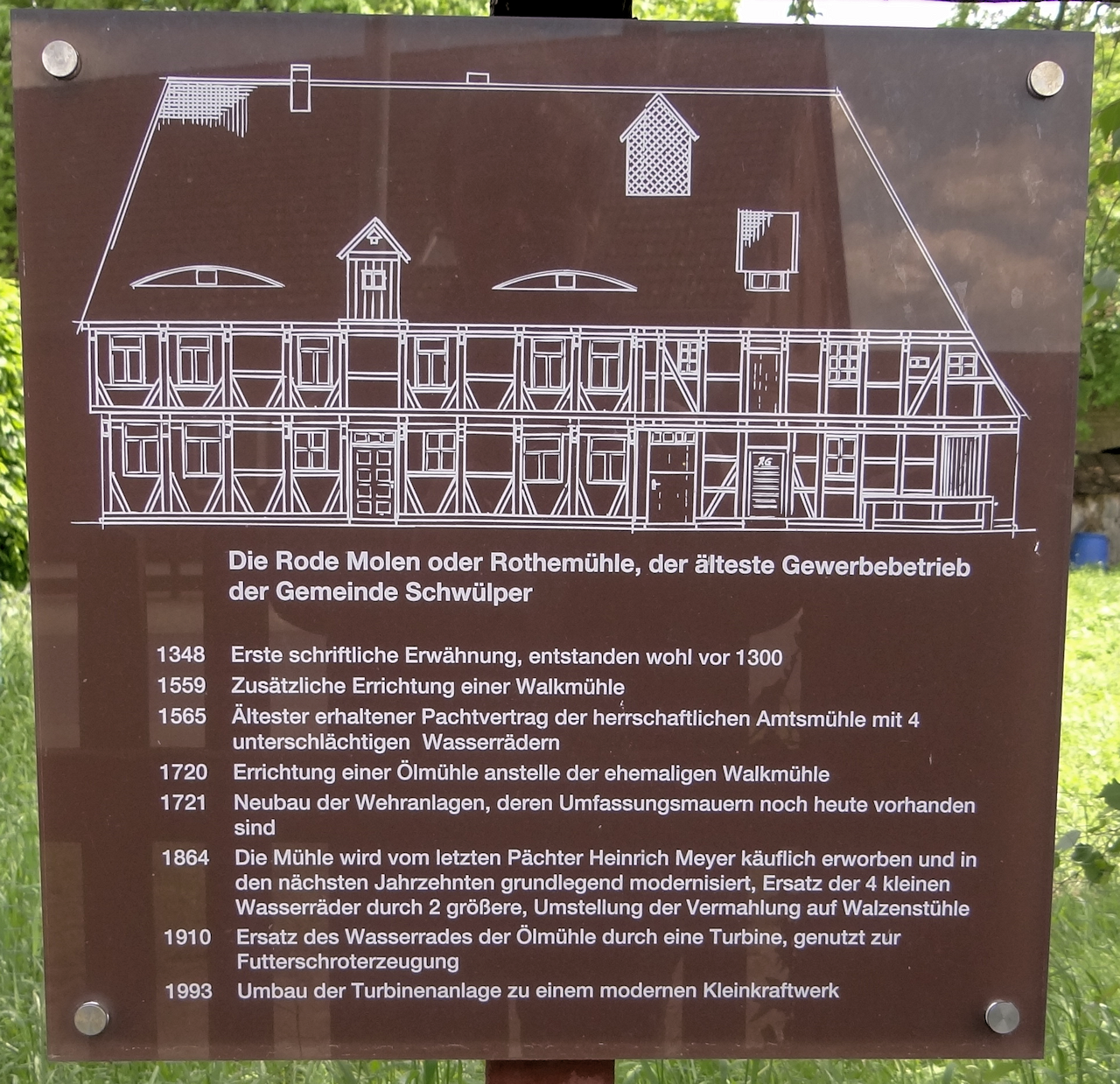
Rothemühle bei Groß Schwülper – Hinweistafel

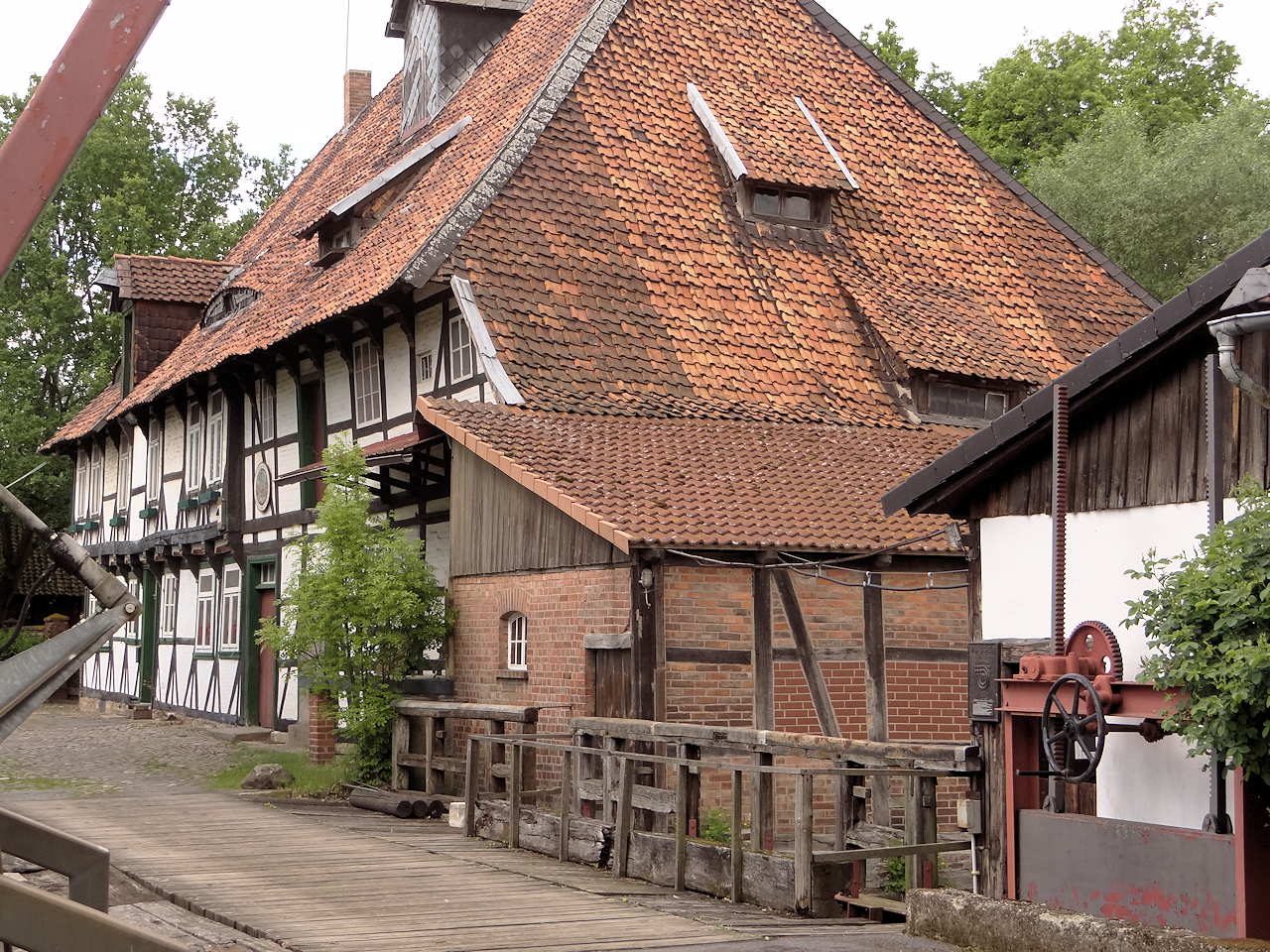
Rothemühle mit Gebäude von 1587, Wehranlage und Gebäude mit moderner Stromerzeugung

Im gesamten Okerlauf sind seit dem 12. Jahrhundert Wassermühlen nachgewiesen. Die älteste ist seit 1180 die Mühle in Eisenbüttel, an deren Standort sich noch heute eine Wehranlage zur Regulierung des Wasserstandes in der Stadt Braunschweig befindet. Zahlreiche Mühlen in den Klöstern des Vorharzes und in den Städten Wolfenbüttel und Braunschweig sind heute nicht mehr erkennbar, doch gibt es noch einige, die entweder bis heute genutzt oder an deren Standort die Energie des Wassers in elektrische Energie umgewandelt wird.
Im Okertal erzeugt das Wasserkraftwerk Romkerhalle seit 1956 aus dem in der Okertalsperre aufgestauten Wasser eine elektrische Jahresarbeit von 12,5 Millionen kWh.
Im Klostergut Wöltingerode, das 1174 beurkundet ist, wird das ehemalige Mühlengebäude seit 2011 als Lachs-Infocenter genutzt. Der Mühlenbach wird im Oberlauf der Oker aus den Teichen der Steinfelder abgezweigt, führt auf künstlich hohem Geländeniveau durch die Klostermauer und mündet am Harly wieder in die Oker. Auf dem Gelände wird im Rahmen des Projekts Okerlachs 2000 Lachslaich befruchtet und in die Oker abgelassen in der Hoffnung, dass diese Lachse später die Oker wieder aufwärts wandern und Laichplätze einrichten.
Bei Ohrum ist auf dem Ostufer der Oker seit 1318 die Fährmühle nachgewiesen, die bis heute existiert und zu Hedwigsburg gehört. Die Mühle war im 15. Jahrhundert zwischenzeitlich im Besitz der Stadt Braunschweig und wird heute als Hedwigsburger Okermühle von einem großen niedersächsischen Kekshersteller betrieben. Die Antriebsenergie wird dem Stromnetz entnommen.
In Wolfenbüttel ist die ursprüngliche Damm-Mühle 1990 abgebrochen worden, dagegen ist die auch als Neue Mühle bezeichnete Schünemannsche Mühle als Bauwerk erhalten. Das Gebäude dient heute der Bundesakademie für kulturelle Bildung als Gästehaus, das man über dem rauschenden Wehrabsturz der Oker betritt.
In Rüningen wird eine Mühle bereits 1312 im Degedingebuch der Stadt Braunschweig erwähnt, die damit der älteste produzierende Betrieb in Niedersachsen ist. Auch hier wurde die Antriebsenergie im 19. Jahrhundert auf Dampf und später auf elektrischen Strom umgestellt. Wie in der Hedwigsburger Okermühle wird vor allem Getreide für die gewerbliche Nutzung vermahlen.
Im Braunschweiger Stadtgebiet ist von den ursprünglich sechs Mühlen lediglich noch die Neustadtmühle als Gebäude erhalten, das seit 1957 als städtische Jugendeinrichtung Mühle genutzt wird. Vor dem Gebäude sind noch die historische Brücke über den Neustadtmühlengraben und die Wehranlage zu sehen.
An der ehemaligen Ölper Mühle zeugen noch historische Wehranlagen und das heutige Ölper Wehr von der früheren Existenz einer der größten Mühlenanlagen an der Oker.
In Rothemühle ist die komplette Wassermühle, die seit 1348 bezeugt ist, erhalten und zeitweise zu besichtigen. Die Anlage wurde durch einen Fischpass ergänzt. Sie ist zwar als produzierende Mühle nicht mehr in Betrieb, erzeugt jedoch seit 1993 eine jährliche Energie von 120.000 kWh, was für die Versorgung von etwa 50 Haushalten ausreicht.
In Meinersen ist die Mühle seit 1551 beurkundet und Bestandteil des historischen Ortskerns sowie der Fischaufzuchtanlagen im Okereinzugsgebiet. Seit 1994 erzeugt hier eine Kaplanturbine elektrischen Strom.
Am Ende der Oker in Dieckhorst ist neben einem historischen Sperrwerk für die Oker eine Wasserkraftanlage zur Stromerzeugung mit einer Leistung von 223 kW und somit einer durchschnittlichen Jahresarbeit von 1.414.556 kWh vorhanden.

## Heutige Bedeutung

### Wassersport

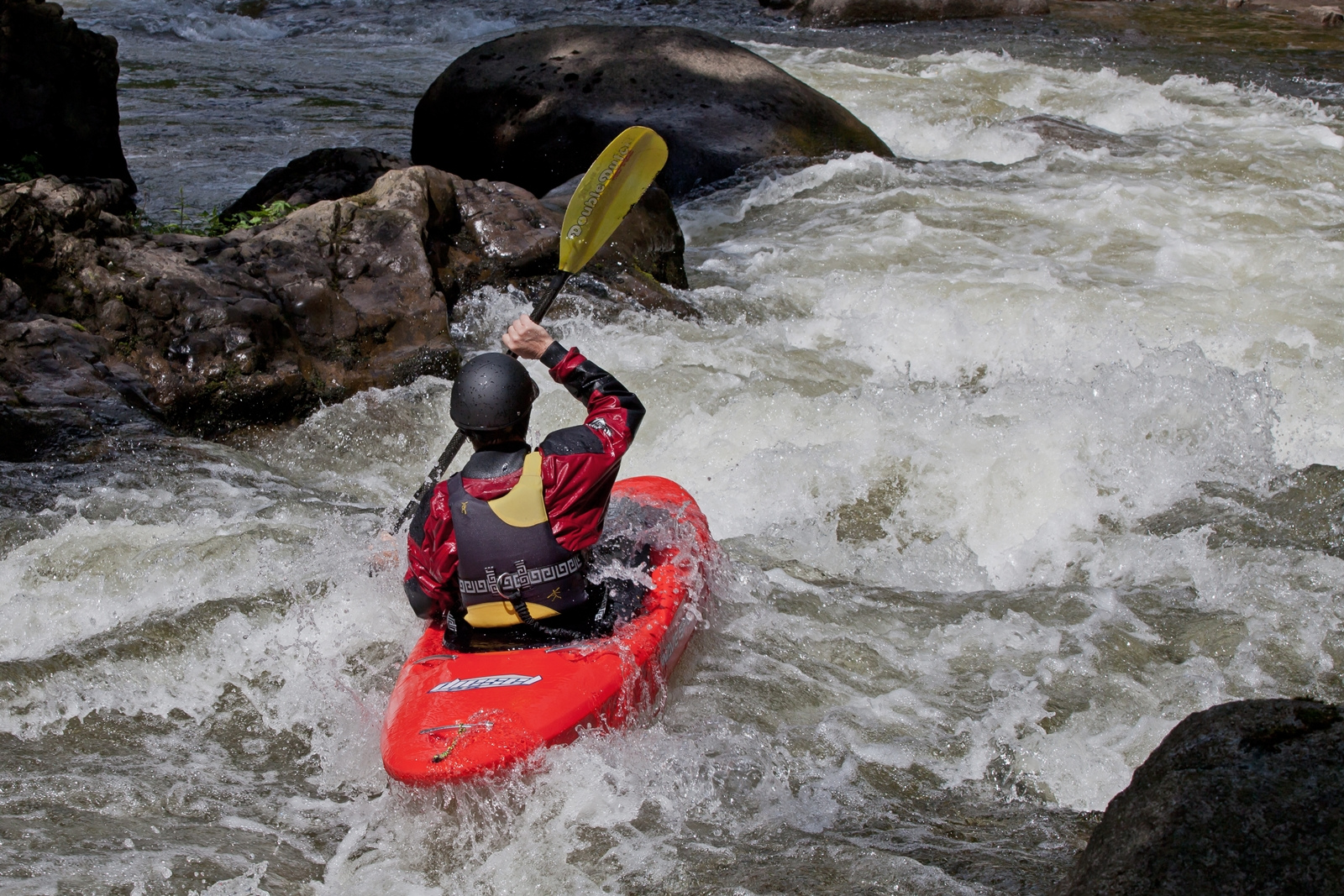
Paddler auf dem letzten Abschnitt der Wildwasserstrecke

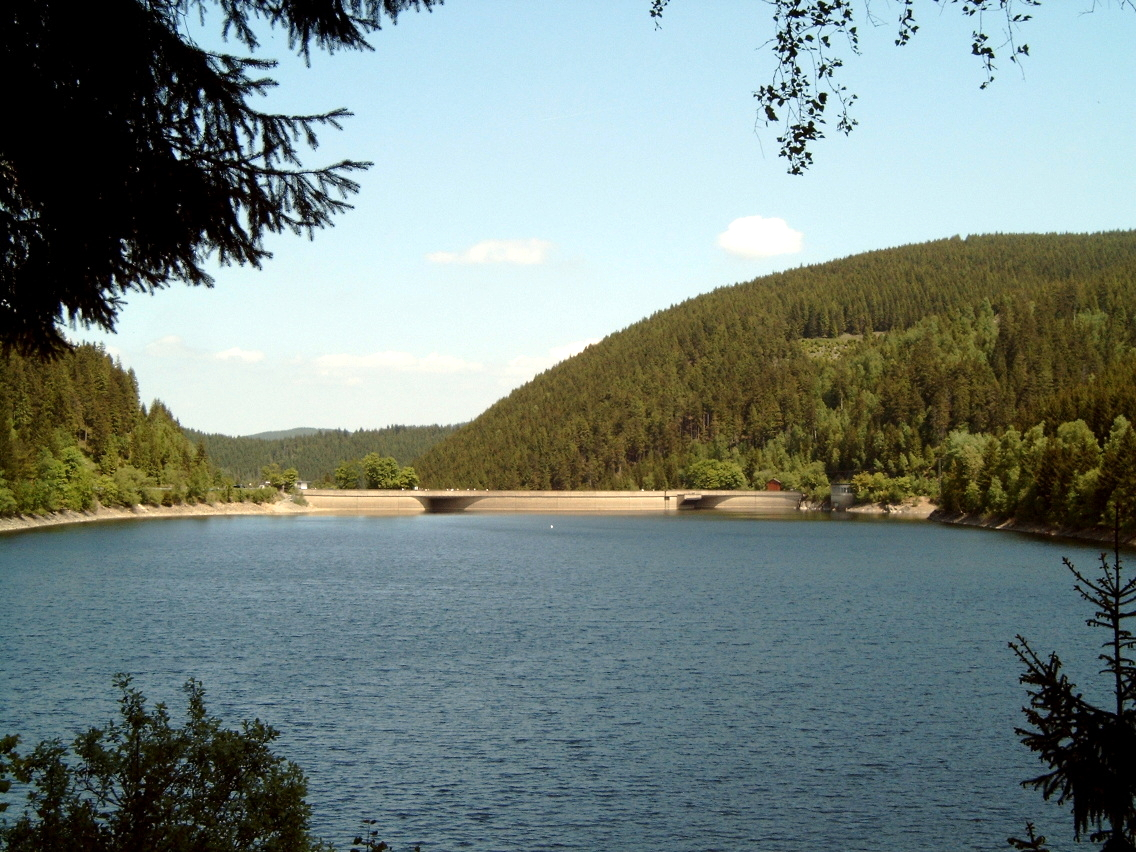
Okertalsperre

Zwischen dem Auslass des Wasserkraftwerks Romkerhalle und dem etwa 1200 m unterhalb gelegenen Ausgleichsbecken der Okertalsperre erreicht der Fluss durch den diskontinuierlichen Betrieb des Spitzenstromkraftwerkes für jeweils wenige Stunden täglich Wildwasser-Qualitäten und ist dann eine beliebte Trainingsstrecke für den Kanusport.
Ab Dorstadt ist die Oker auch im Sommer so wasserreich, dass sie ab hier bis zur Mündung von Kanufahrern und Paddlern genutzt wird. Entlang der Oker haben sich Ruder- und Kanuvereine angesiedelt, wobei der Braunschweiger „Ruder-Klub Normannia“ (gegründet 1910) auf eine über hundertjährige Tradition zurückblicken kann.
Segelsport ist auf der Okertalsperre beim Segelclub Goslar sowie bei der TU Clausthal und im Braunschweiger Südsee möglich, wo der „Braunschweiger Seglerverein“ ein Wassersportzentrum betreibt.
Im Braunschweiger Stadtgebiet haben in den Sommermonaten mehrere Stationen zum Bootsverleih entlang dem Östlichen Umflutgraben und im Bürgerpark geöffnet.

### Kulturort
Seit der Expo 2000 wurden innerhalb Braunschweigs Brücken über die Oker und deren Umgebung künstlerisch gestaltet, nach dem Jahr 2004 im Rahmen des Projektes Okerlicht.
Auf der Oker finden regelmäßig Floßfahrten mit Lesungen statt. Bisweilen gibt es auch Jazzkonzerte auf dem Fluss und Veranstaltungen im Rahmen der Braunschweiger Kulturnacht.

### Angelsport
Die Oker und insbesondere ihre angrenzenden Seen und Nebengewässer sind seit einigen Jahren beliebtes Anglerrevier. Angelsportvereine haben etliche Gewässer- und Uferbereiche gepachtet und beteiligen sich aktiv an der Renaturierung der Oker und ihrer Nebengewässer (Projekt Okerlachs 2000).

### Erholungsort

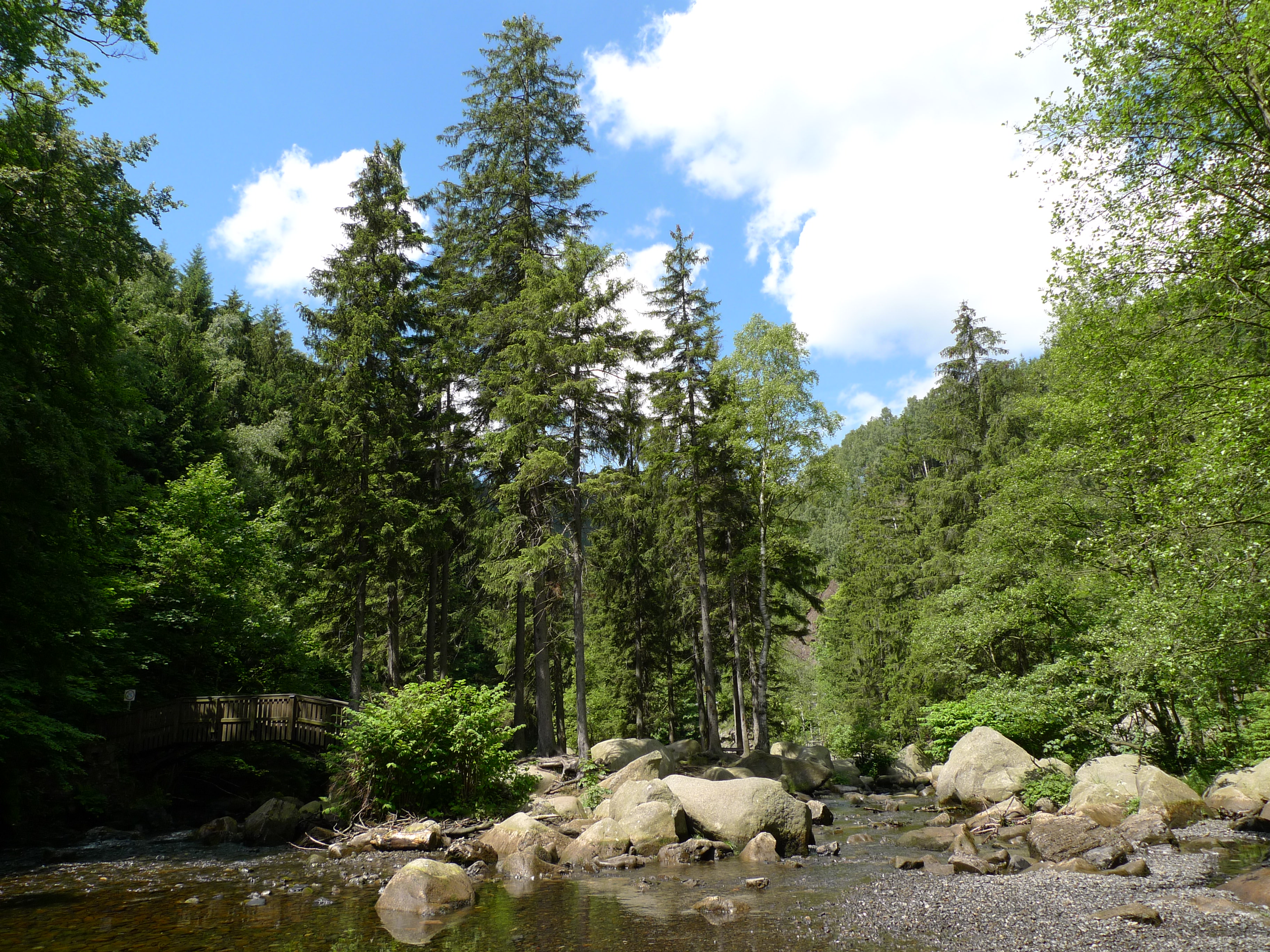
Verlobungsinsel mit Verlobungsbrücke im Okertal bei Romkerhalle

Am gesamten Okerverlauf gibt es zahlreiche Möglichkeiten zum Wandern oder Radfahren. Entlang der Oker und die Okertalsperre überquerend führt im Harz der Europäische Fernwanderweg E6, der westlich vom Goslarer Ortsteil Oker auf den Europäischen Fernwanderweg E11 trifft und die Oker außerhalb des Harzes letztmals in Wolfenbüttel überquert. Am Harzer Dammgraben, der unter anderem die Kleine mit der Großen Oker verbindet, befindet sich nahe einer Schutzhütte die Stempelstelle Nr. 149 Kleine Oker der Harzer Wandernadel. Die Braunschweiger Grünanlagen bieten breiten Raum für Erholungssuchende und gastronomische Einrichtungen unmittelbar am Ufer. Die anliegenden Landkreise unterhalten ein gut ausgeschildertes Radwegenetz. Der Weser-Harz-Heide-Radfernweg führt unmittelbar durch die Okerniederungen.

### Sehenswürdigkeiten
Entlang der Oker gibt es eine Vielzahl historischer Orte wie Kloster- und Burgenbauten, die noch heute zu besichtigen sind:
- Das Kloster Wöltingerode ist frei zugänglich und beherbergt das Lachs-Infocenter.
- Die Wallreste der Harliburg sind im Harly erreichbar.
- Die Pfalz Werla ist ein Archäologischer Park, in dem Ausgrabungen zu sehen sind und Landwirtschaft des Mittelalters betrieben wird.
- Die Klöster Heiningen und Dorstadt sind in Privatbesitz und lediglich von außen eingeschränkt zu besichtigen.
- In Ohrum ist der Ort der Sachsentaufe dokumentiert.
- Wolfenbüttel und Braunschweig bieten jede für sich ein breites Spektrum an Sehenswürdigkeiten.
- Die Scheverlingenburg in Walle ist örtlich dokumentiert.
- Meinersen bietet ein Ensemble alter Herrenhäuser am Okerübergang. Ein Naturlehrpfad dokumentiert die Zeiten der intensiven Fluss-Nutzung und der heutigen Maßnahmen zur Wiederansiedlung des Lachses.
- Hillerse bietet seit Herbst 2015 an der Okeraue zwischen Hillerse und Volkse eine Beobachtungsplattform mit der interaktiven Informationstafel Der Oker-Altarm über dort heimische und zugewanderte Arten.

## Zitate zur Oker
„Die Ocker windet sich in anmuthigen Krümmungen durch einen großen Wiesengrund. Hier folgt der kleine Fluß gern der leitenden Hand der Kunst; er machte willig einen breitern Strom oder vertheilte sich in mehr Wendungen (…).“

„Die Oker, ein breiter Fluß von vier Klafter Tiefe, vom Harz kommend, fließt an Braunschweig und Wolfenbüttel vorbei. Unbedeutend, dennoch sehr nützlich.“

„Der Name des Orts ist dem gleichlautenden Flusse entlehnt. Schon vom 12. bis 15. Jahrhundert findet man in Urkunden und Chroniken die Bezeichnung: die Nebelhütten, Galmhütten u. a. an der Oker.“

## Herkunft und Bedeutung des Namens
Der Name des Flusses ist urkundlich als Ovacra (747), Obacra (748), Ovacrus (775), Obacrus (780) etc. überliefert, 994 als Ovaccara und 1128 als Ovakara. Da die letztgenannte Form in Urkunden verwendet wird, die in der Okergegend verfasst wurden, wird angenommen, dass dies die am genauesten überlieferte Form ist.
Die Namensherkunft wird aus den Silben ov- und -akara als „Ober“ und „Vorwärtsdrängende“ gedeutet, in Abgrenzung zu dem ebenfalls „vorwärtsdrängenden“ Nebenfluss Ecker.

## Zuflüsse
| Links               | Rechts                  | Mündung             | Quelle                  |
| ------------------- | ----------------------- | ------------------- | ----------------------- |
|                     | Dammgraben              | kreuzt am Bruchberg | Oberharzer Wasserregal  |
|                     | Kleine Oker             | Altenau             | Bruchberg               |
|                     | Altenau (Oker, Altenau) | Altenau             | Bruchberg               |
| Großer Gerlachsbach |                         | Altenau             | Sperberhaier Dammhaus   |
| Schwarzes Wasser    |                         | Altenau             | Polstertal              |
|                     | Kellwasser              | Okertalsperre       | Dehnenkopf              |
| Lange               |                         | Okertalsperre       | Östlich von Clausthal   |
| Schalke             |                         | Okertalsperre       | Schalke (Harz)          |
| Riesenbach          |                         | Okertalsperre       | Altetalskopf            |
| Kleine Bramke       |                         | Okertalsperre       | Kleiner Wiesenberg      |
| Aeke                |                         | Okertalsperre       | Großer Wiesenberg       |
| Große Bramke        |                         | Okertalsperre       | Dicker Kopf             |
|                     | Kalbe                   | Okertalsperre       | Dehnenkopf              |
|                     | Große Hune              | Okertalsperre       | Riefenbruch             |
|                     | Große Romke             | Romkerhalle         | Taternbruch             |
|                     | Kleine Romke            | Romkerhalle         | Röhrtanz                |
| Sülpke              |                         | Romkerhalle         | Eichenberg              |
|                     | Jägerborn               | Studentenklippe     | Huthberg                |
| Düsteres Talwasser  |                         | Waldhaus/Oker       | Eichenberg/Düsteres Tal |
|                     | Achtermannstalbach      | Waldhaus Okertal    | Achtermannstal          |

| Links            | Rechts                | Mündung                     | Quelle                         |
| ---------------- | --------------------- | --------------------------- | ------------------------------ |
|                  | Röseckenbach          | Oker (Goslar)               | Göttingerode/Hessental         |
| Abzucht          |                       | Oker (Goslar)               | Goslar/Wintertal               |
| Mühlengraben     |                       | Vienenburg                  | Vienenburger Kiesteiche        |
| Hurlebach        |                       | Vienenburger See            | Harlingerode/Langenberg        |
|                  | Radau                 | Vienenburg                  | Nähe Torfhaus                  |
|                  | Ecker                 | Wiedelah                    | Eckersprung/Brocken            |
| Ohebach          |                       | Lengde                      | Harly                          |
| Weddebach        |                       | Schladen                    | Grauhof                        |
|                  | Eckergraben           | Steinfelder Mühle           | Abzweig der Ecker bei Wiedelah |
|                  | Ilse/Kanalilse        | Börßum                      | Heinrichshöhe/Brocken          |
| Warne            |                       | Dorstadt                    | Döhrenberg bei SZ-Bad          |
|                  | Altenau               | Halchter/Wolfenbüttel       | Eitzum/Schöppenstedt           |
| Brückenbach      |                       | Groß Stöckheim/Wolfenbüttel | Leinde/Oderwald                |
| Thiedebach       |                       | Leiferde/Braunschweig       | SZ-Thiede                      |
| Fuhsekanal       |                       | Südsee (Braunschweig)       | Teufelsspring bei BS-Broitzem  |
|                  | Springbach            | Melverode/Braunschweig      | Spring bei Mascherode          |
| Schölke          |                       | Ölper/Braunschweig          | Jödebrunnen                    |
| Aue-Oker-Kanal   |                       | Hülperode/Schwülper         | Aue bei Wendeburg              |
|                  | Schunter              | Walle/Schwülper             | Räbke am Elm                   |
|                  | Bickgraben            | Groß Schwülper              | Vordorf                        |
|                  | Frankenmoorgraben     | Neubrück                    | Adenbüttel                     |
| Hanggraben I     |                       | Neubrück                    | Abzweig Groß Schwülper         |
|                  | Rolfsbüttelerbach     | Rolfsbüttel                 | Rolfsbüttel                    |
| Hanggraben II    |                       | Hillerse                    | Neubrück                       |
|                  | Danningmoorgraben     | Hillerse                    | Leiferde                       |
|                  | Bockerholzgraben      | Volkse                      | Dalldorf                       |
| Hanggraben III   |                       | Dalldorf                    | Volkse                         |
| Hanggraben IV    |                       | Seershausen                 |                                |
| Mühlenkanal      |                       | Meinersen                   | Abzweig Seershausen            |
|                  | Meinersengraben       | Meinersen                   |                                |
| Okerwiesengraben |                       | Seershausen                 |                                |
|                  | Tempelmoorgraben      | Meinersen                   |                                |
|                  | Abzweig Müdener Kanal | Müden-Dieckhorst            |                                |

## Film
- Expeditionen ins Tierreich: Die Oker – Wildnis zwischen Harz und Braunschweig. NDR-Fernsehen, 27. Oktober 2021 (45 Min.)[42]
- Die Nordstory Spezial: Die Oker – Flussabwärts vom Harz bis in die Heide. NDR Reportage, 27. März 2022 (90 Min.)